# Düsseldorf
 (décembre 2024).
Si vous disposez d'ouvrages ou d'articles de référence ou si vous connaissez des sites web de qualité traitant du thème abordé ici, merci de compléter l'article en donnant les références utiles à sa vérifiabilité et en les liant à la section « Notes et références ».

Bannière.

Logo de la ville de Düsseldorf.

Düsseldorf est une ville de l'ouest de l'Allemagne. Capitale et deuxième plus grande ville du Land de Rhénanie-du-Nord-Westphalie, située principalement sur la rive droite du Rhin, elle se trouve aux limites occidentales de la vaste agglomération de Rhin-Ruhr qui regroupe environ 11 300 000 habitants. Düsseldorf a une population de 601 074 habitants, ce qui la classe septième ville d'Allemagne (au recensement de juin 2014). En 2018, la qualité de vie à Düsseldorf est l'une des meilleures au monde selon le classement Mercer.

## Nom
On trouve parfois la graphie « Duesseldorf », et aussi, anciennement en français et en néerlandais « Dusseldorp ».

## Présentation

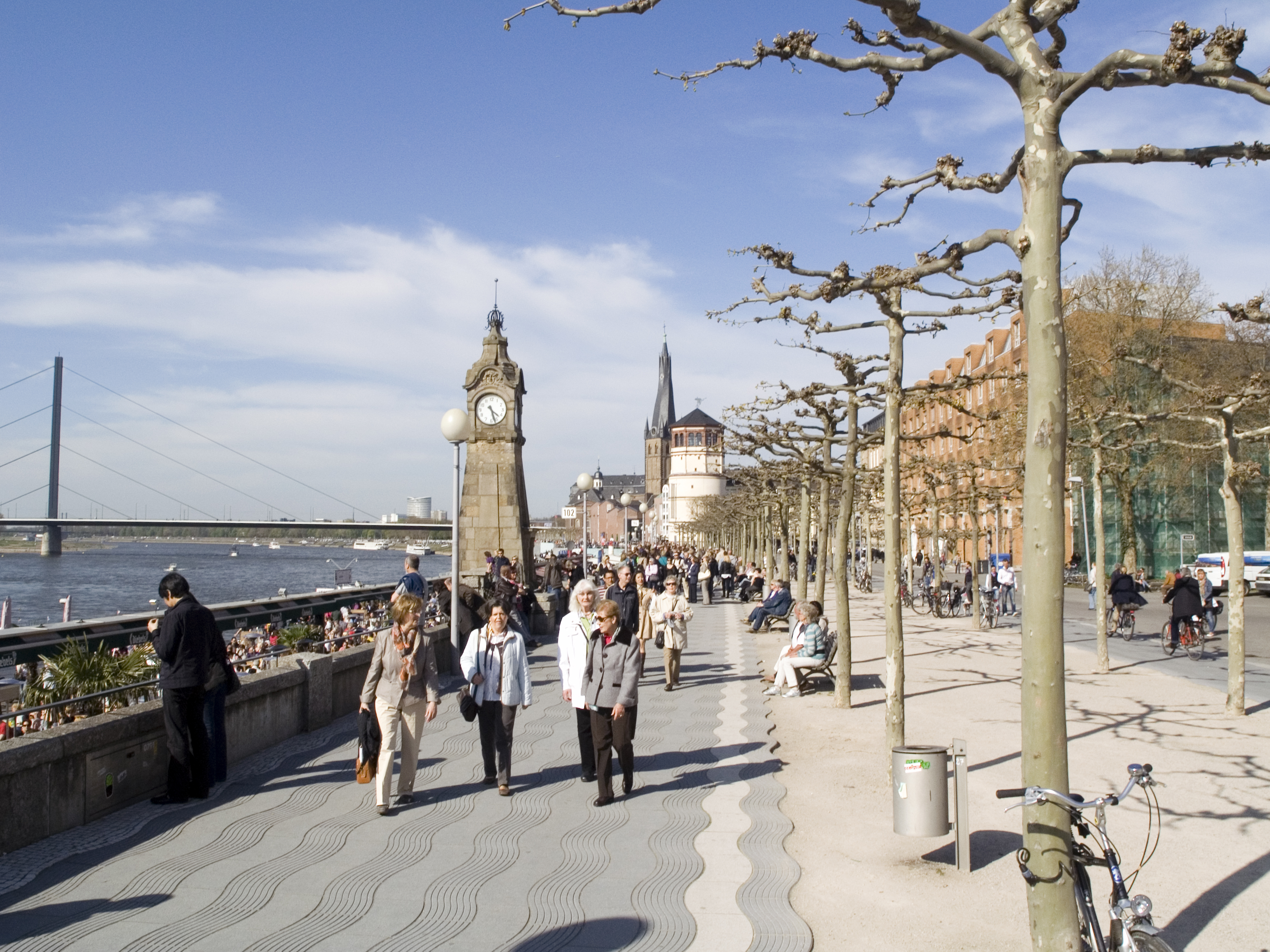
Bords du Rhin

La ville est située au bord du Rhin, au confluent de la Düssel, petite rivière dans la vallée de laquelle fut découvert en 1856 dans une grotte le squelette de ce qui est appelé aujourd'hui l'Homme de Néanderthal et qui se trouve dans la ville voisine d'Erkrath. En allemand, Düsseldorf veut d'ailleurs dire « village de la Düssel ».

## Géographie

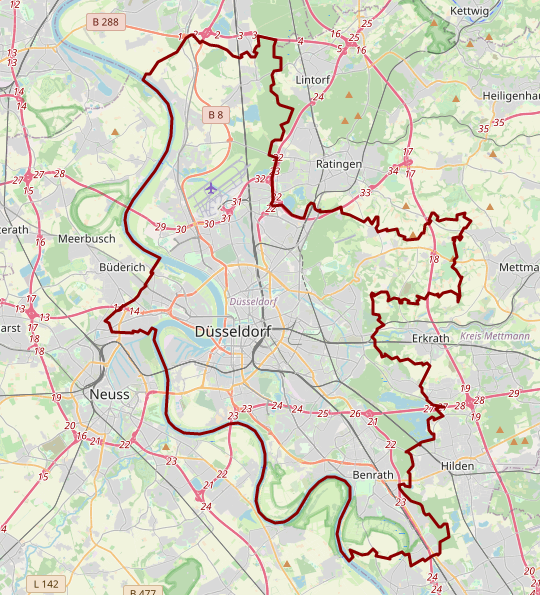
Carte OpenStreetMap de Düsseldorf

Düsseldorf se situe au milieu de la plaine de Rhénanie au confluent de la Düssel et du Rhin. Düsseldorf est en majorité bâtie sur la rive droite. Seuls les quartiers d'Oberkassel, Niederkassel, Heerdt et Lörick se trouvent sur la rive opposée.
La ville se trouve au sud de la Ruhr, la grande région industrielle du nord-ouest de l'Allemagne et est située en plein cœur de la conurbation Rhin-Ruhr, la plus grande agglomération d'Allemagne.
Le territoire de Düsseldorf s'étend sur 217 km2 dont environ 13 km2 pour la partie située à l'ouest du Rhin.
Le point culminant de la ville se situe dans le quartier Sandberg Hubbelrath avec 165 mètres d'altitude et le point le plus bas se trouve au confluent du Schwarzbach et du Rhin avec 28 mètres. L'altitude moyenne est de 38 mètres.

## Subdivision

Düsseldorf - municipaux et quartiers.

Düsseldorf est subdivisée en dix arrondissements municipaux (Stadtbezirke) et 50 quartiers (Stadtteile) :
- Stadtbezirk 1 : Altstadt, Carlstadt, Derendorf, Golzheim, Pempelfort, Stadtmitte ;
- Stadtbezirk 2 : Düsseltal, Flingern-Nord, Flingern-Süd ;
- Stadtbezirk 3 : Bilk, Flehe, Friedrichstadt, Hafen, Hamm, Oberbilk, Unterbilk, Volmerswerth ;
- Stadtbezirk 4 : Heerdt, Lörick, Niederkassel, Oberkassel ;
- Stadtbezirk 5 : Angermund, Kaiserswerth, Kalkum, Lohausen, Stockum, Wittlaer ;
- Stadtbezirk 6 : Lichtenbroich, Mörsenbroich, Rath, Unterrath ;
- Stadtbezirk 7 : Gerresheim, Grafenberg, Hubbelrath, Knittkuhl, Ludenberg ;
- Stadtbezirk 8 : Eller, Lierenfeld, Unterbach, Vennhausen ;
- Stadtbezirk 9 : Benrath, Hassels, Himmelgeist, Holthausen, Itter, Reisholz, Urdenbach, Wersten ;
- Stadtbezirk 10 : Garath, Hellerhof.

## Histoire
| Appartenances historiques Comté de Berg 1186-1380 Duché de Berg 1380-1806 Grand-duché de Berg 1806-1813 Royaume de Prusse (Province de Juliers-Clèves-Berg) 1815-1822 Royaume de Prusse (Province de Rhénanie) 1822-1918 Empire allemand (Province de Rhénanie) 1871-1918 République de Weimar 1918-1933 Reich allemand 1933-1945 Allemagne occupée 1945-1949 Allemagne de l'Ouest 1949–1990 Allemagne 1990-présent |

Érigée en ville en 1288, Düsseldorf fut longtemps la capitale du duché de Juliers-et-Berg ; avec celui-ci, la ville passa sous la domination des comtes palatins qui par héritage devinrent aux XVIIe et XVIIIe siècles électeurs palatins et électeurs de Bavière.
Bombardée en 1795 par les Français qui rasèrent les fortifications, transformées en parcs et avenues, la ville devint la capitale du grand-duché de Berg, qui eut Murat et Napoléon Bonaparte comme souverains. Elle fut restituée à la Bavière par le traité de Lunéville en 1801, puis elle passa avec le grand-duché de Berg à la Prusse en 1815.

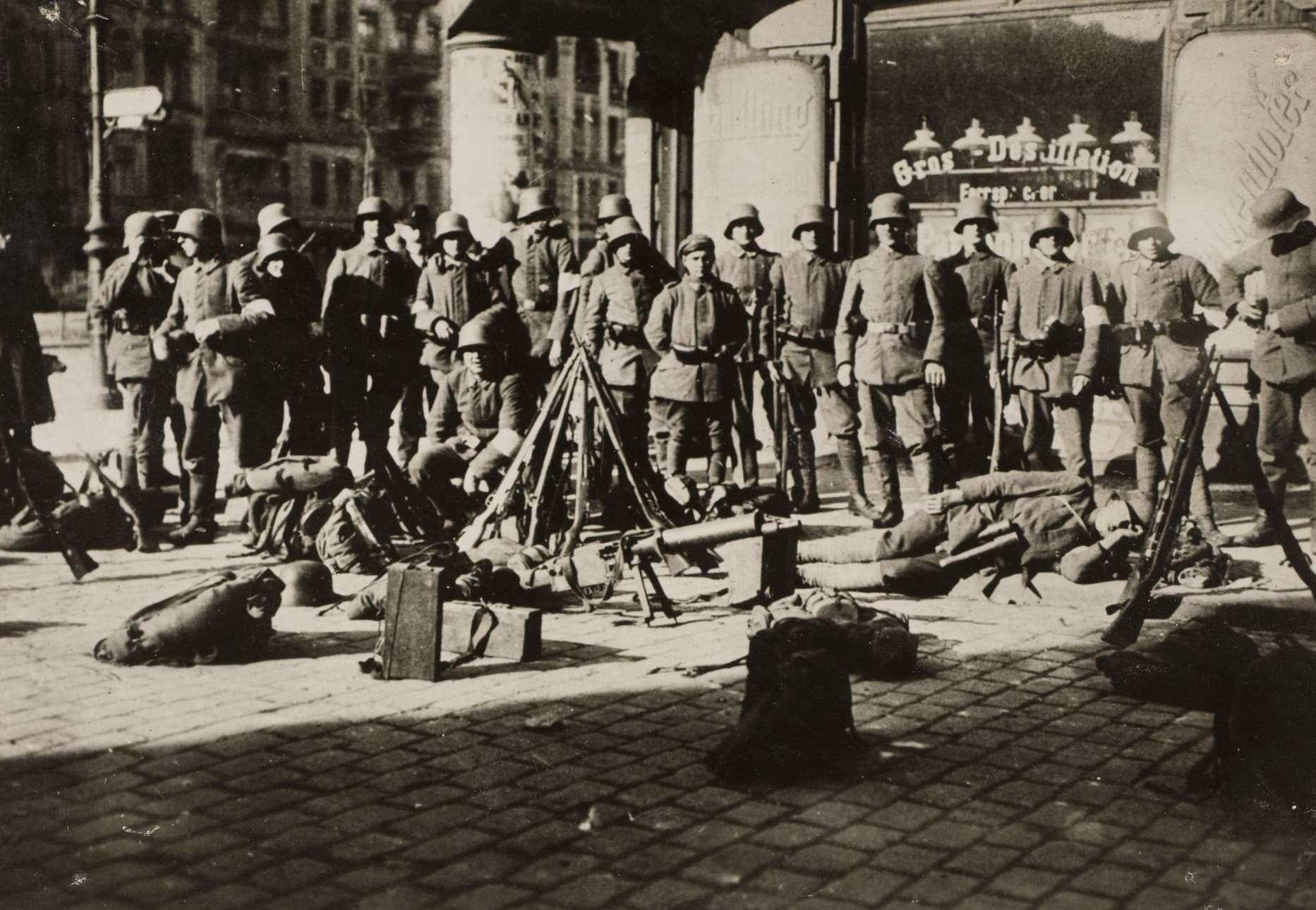
La révolution allemande de 1918-1919 : à Düsseldorf, les soldats chargés de maintenir l'ordre ont braqué des mitrailleuses. Université de Caen.

1773 : l'Académie des Beaux-Arts la plus ancienne d'Europe est fondée.
1795 : l'armée révolutionnaire française bombarde la ville et rase ses fortifications, qui sont ensuite transformées en parcs et avenues.
1797 : naissance à Düsseldorf du poète Heinrich Heine qui écrit, en 1827 : « La ville de Düsseldorf  est très belle, et quand au loin on pense à elle et que par hasard on y est né, on se sent tout drôle. J’y suis né, et dans ces cas-là je crois que je dois rentrer à la maison tout de suite. Et quand je dis rentrer à la maison, je veux dire la Bolkerstrasse et la maison où je suis né… »
1805 : Napoléon crée le grand-duché de Berg dans le cadre de la confédération du Rhin et désigne comme capitale Düsseldorf. Y furent accueillis Joachim Murat et Jérôme Bonaparte.
1815 : après la chute de l'Empire français, le congrès de Vienne établit que l'intégralité du duché doit faire partie de la Prusse.
1921-1925 : dans le cadre de l'occupation de la Rhénanie après la Première Guerre mondiale, des troupes françaises stationnent dans la ville.
1929 : Peter Kürten, dit « le Vampire de Düsseldorf », torture, viole et assassine plus de 80 victimes. La plupart des crimes sont commis à Düsseldorf.
1938 : Incendie et destruction de la Grande synagogue lors de la Nuit de Cristal.
1945 : le 17 avril, les troupes américaines entrent dans Düsseldorf sans qu'il y ait de combats. L'Aktion Rheinland, une initiative de citoyens résistants au nazisme, a permis d'éviter le bombardement massif de la ville.
1946 : après la fin de la Seconde Guerre mondiale, il n'y avait plus que 249 Juifs dans la ville contre 5 000 en 1936. Dès 1940, la ville est bombardée par les Alliés. À la fin de la guerre 5 000 civils ont péri, 50 % des immeubles sont détruits, 90 % endommagés.
1946 : le gouvernement militaire britannique élève la ville au rang de capitale de l'État de Rhénanie-du-Nord-Westphalie.
La ville est ensuite reconstruite et devient le centre administratif de la région.

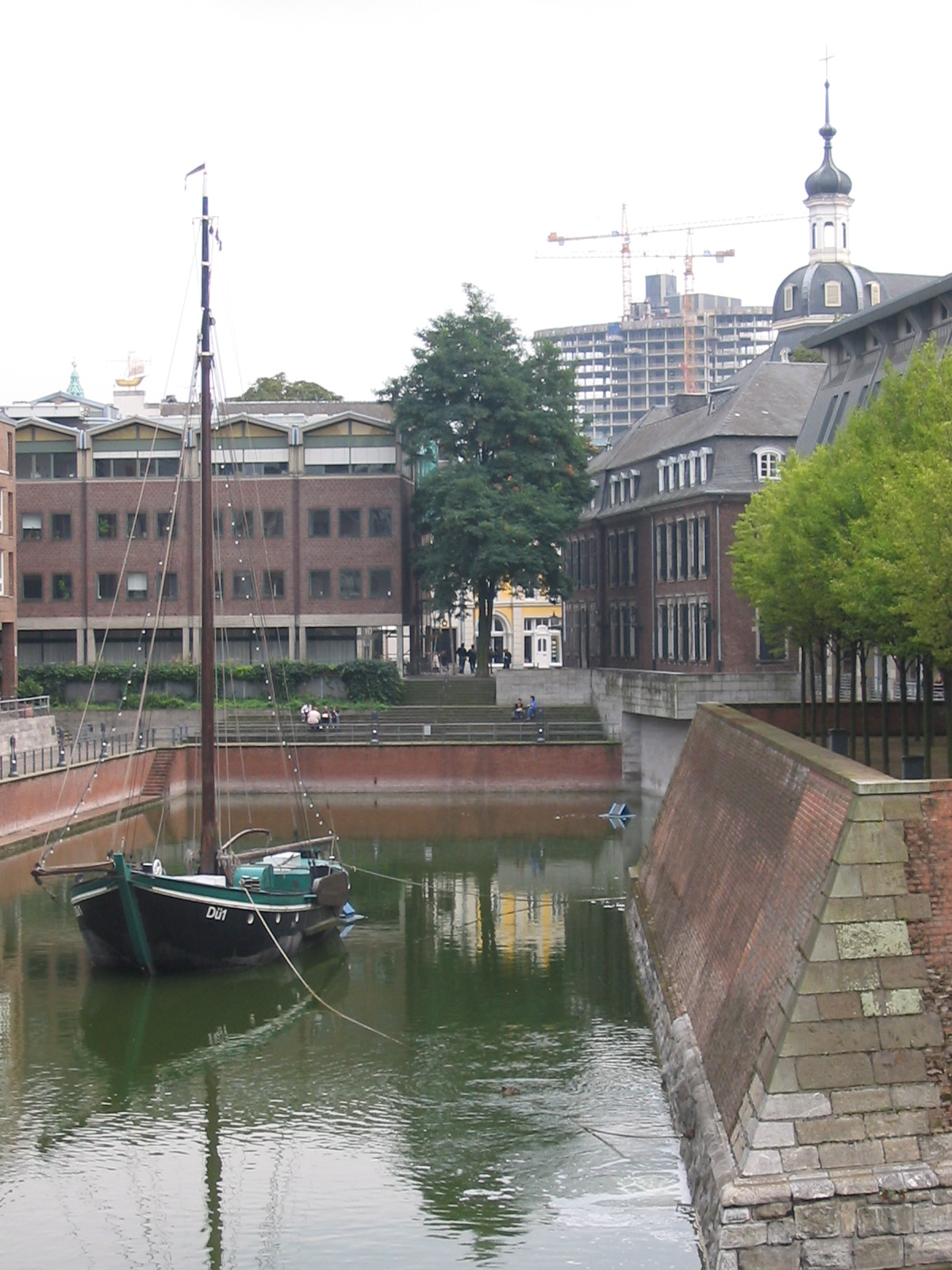
Vieux port.
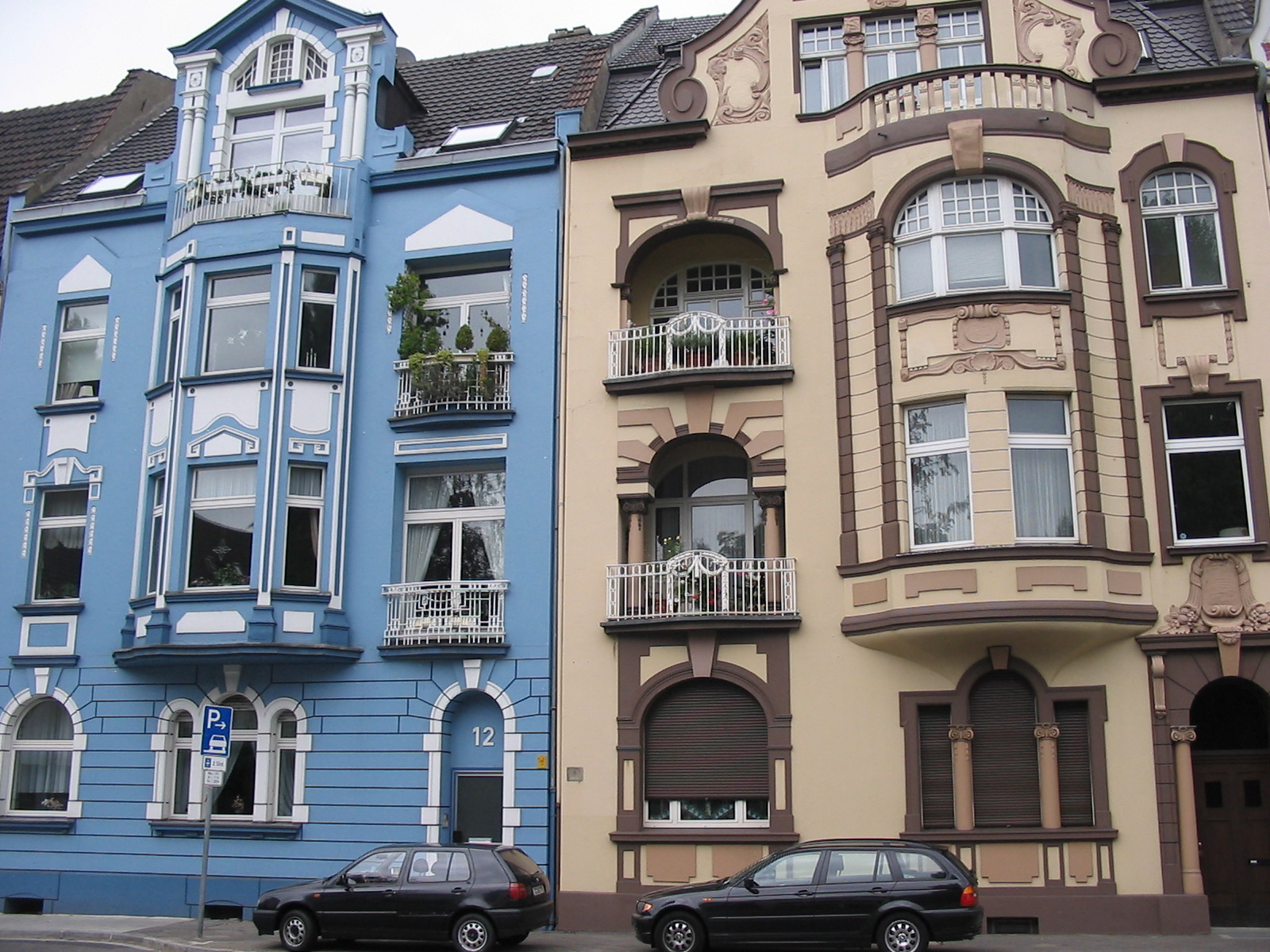
Maisons de la Belle Époque, rive gauche du Rhin.
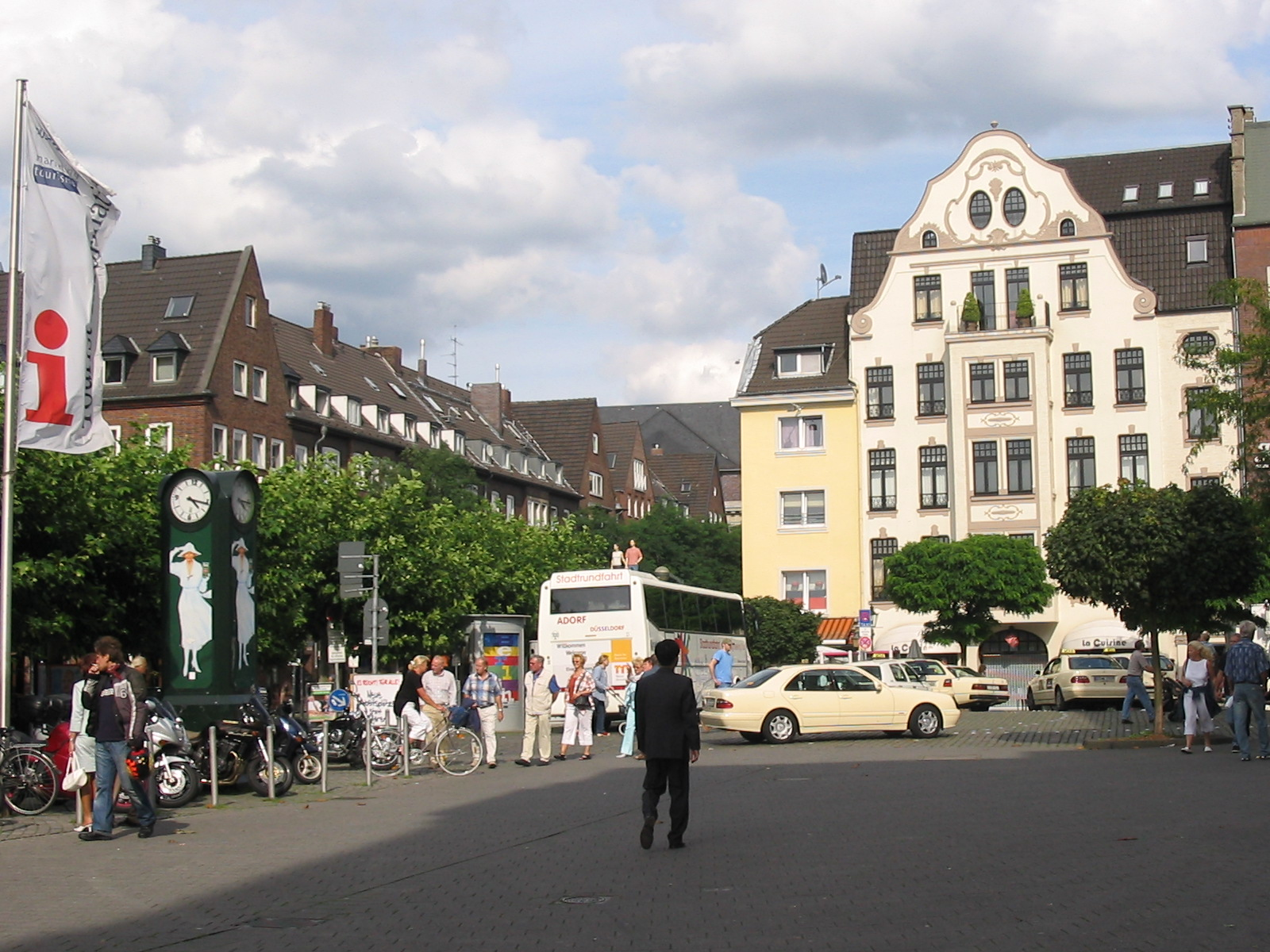
Vieille ville.

## Économie

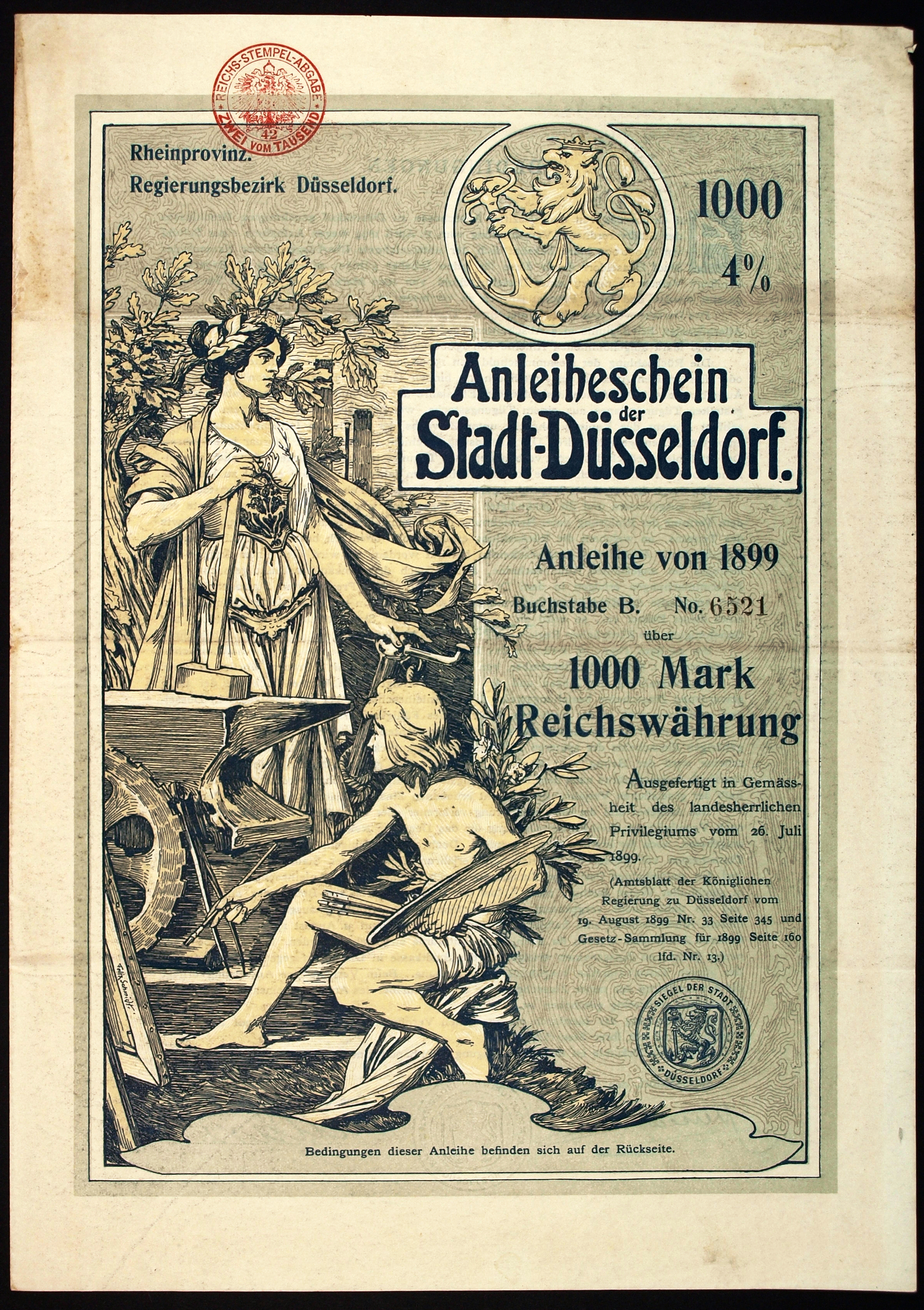
Obligation de la ville de Düsseldorf, émise le 26 juillet 1899.

C'est la capitale de la mode en Allemagne. Ce qu'est Paris à la haute couture, Düsseldorf l'est au prêt-à-porter. De là son surnom « Petit Paris ». Le cœur de la ville est représenté entre autres par la Königsallee (Avenue royale). À l'origine, cette allée s'appelait Kastanienallee (Avenue des marronniers). Mais pendant l'occupation prussienne, le roi de Prusse, se promenant en carrosse fut ciblé par des citoyens avec du crottin de cheval. Pour l'apaiser, les représentants de la ville décidèrent ainsi de renommer l'avenue en Königsallee (« allée du roi » ou « allée royale »). Elle abrite aujourd'hui des boutiques de luxe de haute renommée internationale. Mais cela a provoqué une hausse énorme des loyers et une fuite de commerçants établis depuis longtemps.
Dans la première moitié du XXe siècle, Düsseldorf était un centre de fabrication de la moutarde (Düsseldorfer Löwensenf).
Aujourd'hui, Düsseldorf est le siège de nombreuses entreprises, dont Henkel (chimie), E.ON AG (énergie), Rheinmetall (métallurgie), Vodafone (télécommunication), LTU (transport aérien), ERGO (assurance), Metro (commerce). La ville compte environ 5 000 entreprises étrangères, dont 450 américaines et 250 françaises. 170 banques, dont 50 étrangères ont leur siège ou une représentation dans cette ville. On compte également 130 assurances dont les plus importantes sont Arag et Viktoria. La tour Arag est le plus grand immeuble de bureaux de Düsseldorf et culmine à 124,9 m. La tour de télévision (Rheinturm Düsseldorf) reste l'édifice le plus élevé de Düsseldorf avec 234,2 m de hauteur.
Chaque année, le parc des expositions de Düsseldorf (Messe Düsseldorf) accueille sur une superficie totale de 252 200 m2 une trentaine de foires nationales ou internationales. Un des plus gros aéroports européens est aux portes de la ville.

## Politique et administration
| Identité                                                        | Période            | Période                                    | Durée                     | Étiquette |
| Identité                                                        | Début              | Fin                                        | Durée                     | Étiquette |
| --------------------------------------------------------------- | ------------------ | ------------------------------------------ | ------------------------- | --------- |
| Engelbert Schramm (d) (1778 - 1857)                             | 1815               | 1820                                       | 5 ans                     |           |
| Lambert Josten (d) (XVIIIe siècle - XIXe siècle)                | 19 juillet 1820    | 1er juillet 1822                           | 1 an, 11 mois et 12 jours |           |
| Joseph Molitor (d) (1762 - 1835)                                | 2 juillet 1822     | 1824                                       | 2 ans                     |           |
| Leopold Custodis (d) (1763 - 1837)                              | mars 1824          | octobre 1824                               | 7 mois                    |           |
| Friedrich Adolph von Klüber (d) (13 février 1793 - 5 mars 1858) | octobre 1824       | 1828                                       | 4 ans                     |           |
| Philipp Schöller (d) (1er décembre 1771 - 4 avril 1842)         | mai 1828           | août 1833                                  | 5 ans et 3 mois           |           |
| Joseph von Fuchsius (d) (1793 - 9 septembre 1854)               | août 1833          | juin 1848                                  | 14 ans et 10 mois         |           |
| Wilhelm Dietze (d) (IIe millénaire - XIXe siècle)               | 1848               | 1849                                       | 1 an                      |           |
| Ludwig Viktor von Villers (d) (30 juillet 1810 - 8 avril 1881)  | 1849               | 1849                                       | moins d’un an             |           |
| Ludwig Hammers (d) (4 mars 1822 - 3 juin 1902)                  | août 1849          | 1876                                       | 27 ans                    |           |
| Wilhelm von Becker (d) (12 juillet 1835 - 11 janvier 1924)      | 1876               | 1886                                       | 10 ans                    |           |
| Ernst Heinrich Lindemann (en) (25 janvier 1833 - 8 mai 1900)    | 1886               | 1899                                       | 13 ans                    |           |
| Wilhelm Marx (d) (29 décembre 1851 - 30 juillet 1924)           | 20 novembre 1899   | 1910                                       | 11 ans                    |           |
| Adalbert Oehler (d) (13 avril 1860 - 9 juillet 1943)            | 1911               | 28 février 1919                            | 8 ans                     |           |
| Emil Köttgen (d) (6 mars 1875 - 23 janvier 1925)                | 2 décembre 1919    | 31 mars 1924                               | 4 ans, 3 mois et 29 jours |           |
| Robert Lehr (20 août 1883 - 13 octobre 1956)                    | 1924               | 22 septembre 1933                          | 9 ans                     | DNVP      |
| Hans Wagenführ (d) (2 septembre 1886 - 21 juin 1944)            | 1933               | 19 avril 1937                              | 4 ans                     |           |
| Otto Liederley (d) (16 mai 1899 - 13 novembre 1937)             | 20 avril 1937      | 13 novembre 1937                           | 6 mois et 24 jours        |           |
| Helmut Otto (d) (15 mars 1892 - 23 juin 1974)                   | 8 septembre 1937   | 1939                                       | 2 ans                     |           |
| Carl Haidn (d) (5 septembre 1903 - 1er août 1998)               | 11 décembre 1939   | 28 mars 1945                               | 5 ans, 3 mois et 17 jours |           |
| Walter Kolb (en) (22 janvier 1902 - 20 septembre 1956)          | 1945               | 1946                                       | 1 an                      |           |
| Werner Keyßner (d) (4 juillet 1903 - 10 avril 1969)             | 3 avril 1945       | 17 avril 1945                              | 14 jours                  |           |
| Wilhelm Füllenbach (d) (4 avril 1887 - 5 février 1948)          | 17 avril 1945      | 18 septembre 1945                          | 5 mois et 1 jour          |           |
| Karl Arnold (21 mars 1901 - 29 juin 1958)                       | 29 janvier 1946    | 1947                                       | 1 an                      |           |
| Josef Gockeln (en) (18 mars 1900 - 6 décembre 1958)             | 3 juillet 1947     | 1956                                       | 9 ans                     |           |
| Georg Glock (d) (1891 - 6 décembre 1959)                        | 1956               | décembre 1959                              | 3 ans                     |           |
| Willi Becker (en) (11 janvier 1918 - 25 janvier 1977)           | janvier 1960       | 1er mars 1961                              | 1 an et 2 mois            |           |
| Peter Müller (d) (9 juin 1916 - 8 octobre 2005)                 | 1961               | 1964                                       | 3 ans                     |           |
| Fritz Vomfelde (d) (6 avril 1900 - 17 novembre 1961)            | 28 mars 1961       | 17 novembre 1961 (mort en cours de mandat) | 7 mois et 20 jours        |           |
| Willi Becker (en) (11 janvier 1918 - 25 janvier 1977)           | 1964               | 1974                                       | 10 ans                    |           |
| Klaus Bungert (d) (18 février 1926 - 24 novembre 2006)          | 1974               | 1979                                       | 5 ans                     |           |
| Josef Kürten (d) (20 mars 1928 - 25 décembre 2010)              | 1979               | 1984                                       | 5 ans                     |           |
| Klaus Bungert (d) (18 février 1926 - 24 novembre 2006)          | 1984               | 1994                                       | 10 ans                    | SPD       |
| Marie-Luise Smeets (d) (née le 27 février 1936)                 | 1994               | 1999                                       | 5 ans                     | SPD       |
| Joachim Erwin (2 septembre 1949 - 20 mai 2008)                  | 1999               | 2008 (mort en cours de mandat)             | 9 ans                     | CDU       |
| Dirk Elbers (né le 11 décembre 1959)                            | 2008               | 1er septembre 2014                         | 6 ans                     | CDU       |
| Thomas Geisel (né le 26 octobre 1963)                           | 1er septembre 2014 | 2020                                       | 6 ans                     | SPD       |
| Stephan Keller (d), (né le 18 septembre 1970)                   | 1er novembre 2020  | En cours                                   | 4 ans, 7 mois et 13 jours | CDU       |

### Élections communales de 2020

#### Bourgmestre
| Candidats                | Candidats                         | Partis                                       | Premier tour | Premier tour | Second tour | Second tour |
| Candidats                | Candidats                         | Partis                                       | Voix         | %            | Voix        | %           |
| ------------------------ | --------------------------------- | -------------------------------------------- | ------------ | ------------ | ----------- | ----------- |
|                          | Dr. Stephan Keller                | Union chrétienne-démocrate d'Allemagne (CDU) | 83 425       | 34,15        | 118 308     | 55,99       |
|                          | Thomas Geisel                     | Parti social-démocrate d'Allemagne (SPD)     | 64 203       | 26,28        | 92 999      | 44,01       |
|                          | Stefan Engstfeld                  | Alliance 90 / Les Verts (Grünen)             | 42 463       | 17,38        |             |             |
|                          | Dr. Marie-Agnes Strack-Zimmermann | Parti libéral-démocrate (FDP)                | 30 584       | 12,52        |             |             |
|                          | Florian Josef Hoffmann            | Alternative pour l'Allemagne (AfD)           | 6 564        | 2,69         |             |             |
|                          | Udo Adam Bonn                     | Die Linke                                    | 5 257        | 2,15         |             |             |
|                          | Dominique Mirus                   | Die PARTEI (DP)                              | 3 039        | 1,24         |             |             |
|                          | Mark Schenk                       | Volt                                         | 2 255        | 0,92         |             |             |
|                          | Autres candidats                  | Autres candidats                             | 6 532        | 2,67         |             |             |
|                          |                                   |                                              |              |              |             |             |
| Votes valides            | Votes valides                     | Votes valides                                | 244 322      | 98,78        | 211 307     | 99,26       |
| Votes blancs et nuls     | Votes blancs et nuls              | Votes blancs et nuls                         | 3 008        | 1,22         | 1 571       | 0,74        |
| Total                    | Total                             | Total                                        | 247 330      | 100          | 212 878     | 100         |
| Abstention               | Abstention                        | Abstention                                   | 196 181      | 47,43        | 257 434     | 54,74       |
| Inscrits / participation | Inscrits / participation          | Inscrits / participation                     | 470 511      | 52,57        | 470 312     | 45,26       |

#### Conseil municipal
|                           |                                               |         |       |       |        |     |
| Parti                     | Parti                                         | Voix    | %     | +/-   | Sièges | +/- |
|                           | Union chrétienne-démocrate d'Allemagne (CDU)  | 81 833  | 33,36 | 3,33  | 30     | 1   |
|                           | Alliance 90 / Les Verts (Grünen)              | 58 881  | 24,01 | 10,26 | 22     | 11  |
|                           | Parti social-démocrate d'Allemagne (SPD)      | 43 949  | 17,92 | 11,37 | 16     | 8   |
|                           | Parti libéral-démocrate (FDP)                 | 22 453  | 9,15  | 2,19  | 8      | 2   |
|                           | Die Linke                                     | 9 951   | 4,06  | 1,13  | 4      | 0   |
|                           | Alternative pour l'Allemagne (AfD)            | 8 776   | 3,58  | 0,59  | 3      | 1   |
|                           | Volt                                          | 4 512   | 1,84  | Nv.   | 2      | 2   |
|                           | Die PARTEI                                    | 4 371   | 1,78  | Nv.   | 2      | 2   |
|                           | Parti d'action pour la protection des animaux | 3 437   | 1,40  | Nv.   | 1      | 1   |
|                           | Liste climat Düsseldorf                       | 2 124   | 0,87  | Nv.   | 1      | 1   |
|                           | Électeurs libres Düsseldorf                   | 2 212   | 0,90  | 0,33  | 1      | 0   |
|                           | Autres                                        | 2 772   | 1,13  |       | 0      |     |
|                           |                                               |         |       |       |        |     |
| Suffrages exprimés        | Suffrages exprimés                            | 245 271 | 99,16 |       |        |     |
| Votes blancs et invalides | Votes blancs et invalides                     | 2 085   | 0,84  |       |        |     |
| Total                     | Total                                         | 247 356 | 100   | -     | 90     | 8   |
| Abstentions               | Abstentions                                   | 223 155 | 47,43 |       |        |     |
| Inscrits / participation  | Inscrits / participation                      | 470 511 | 52,57 |       |        |     |

## Transports
Située au cœur d'une agglomération comptant de 5 à 6 millions d'habitants, Düsseldorf est une ville très bien desservie par les transports.

### Transport aérien
L'aéroport international de Düsseldorf est situé à 8 km au nord du centre-ville. Avec 25 millions de passagers en 2019, c'est le troisième aéroport allemand, après ceux de Munich et Francfort. Trois quarts des passagers de Rhénanie-du-Nord-Westphalie passent par cet aéroport qui relie environ 180 villes. L'aéroport est relié directement à la gare centrale de la ville par le S-Bahn Rhin-Ruhr (métro / train régional) en environ 12 minutes.

### Transport en commun
Depuis 2002, un monorail suspendu, le Skytrain, relie les trois terminaux à la gare Düsseldorf Flughafen où de nombreux ICE font arrêt. La plus grande gare de la ville est toutefois la gare centrale en plein centre-ville.

### Réseau routier
Le réseau autoroutier important permet de contourner la ville. À l'ouest, l'autoroute A57, qui relie Cologne à Nimègue aux Pays-Bas, à l'est, l'A3, une des autoroutes les plus longues d'Allemagne, puisqu'elle s'étend de la frontière néerlandaise (Arnhem) à la frontière autrichienne (Passau) sur près de 750 km. Au nord et au sud, respectivement l'A44 direction Liège en Belgique et l'A46 rejoignent l'A57 au nord et au sud de Neuss, la grande ville voisine de Düsseldorf et l'A3.

### Taxis

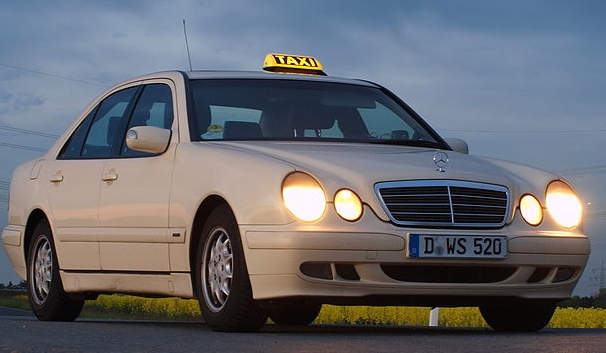
Taxi avec la couleur ivoire obligatoire.

Les taxis sont réglementés strictement. 1 320 taxis officiels sont licenciés à Düsseldorf. Le règlement demande un examen pour chaque chauffeur et l'entrepreneur. La permission a une validité de cinq années. La prorogation de licence pour le chauffeur et le propriétaire du taxi sont possibles, si le demandant a rempli les engagements légaux. Chaque taxi est couleur ivoire et porte un numéro de concession sur la vitre arrière. C'est une étiquette jaune avec un numéro noir. Chaque année, le taxi passe un contrôle technique pour la sécurité et un calibrage pour le taximètre. Dans le taxi, on voit un cachet avec le numéro d'année de la validité du taximètre, et une carte d’identité du chauffeur et l'entreprise. De plus, on y  trouve une information sur le tarif officiel. Le chauffeur n'a pas le droit de refuser des courses minimales. Il est obligé d’accepter une course à destination de Düsseldorf ou des villes voisines.

### Feux de circulation

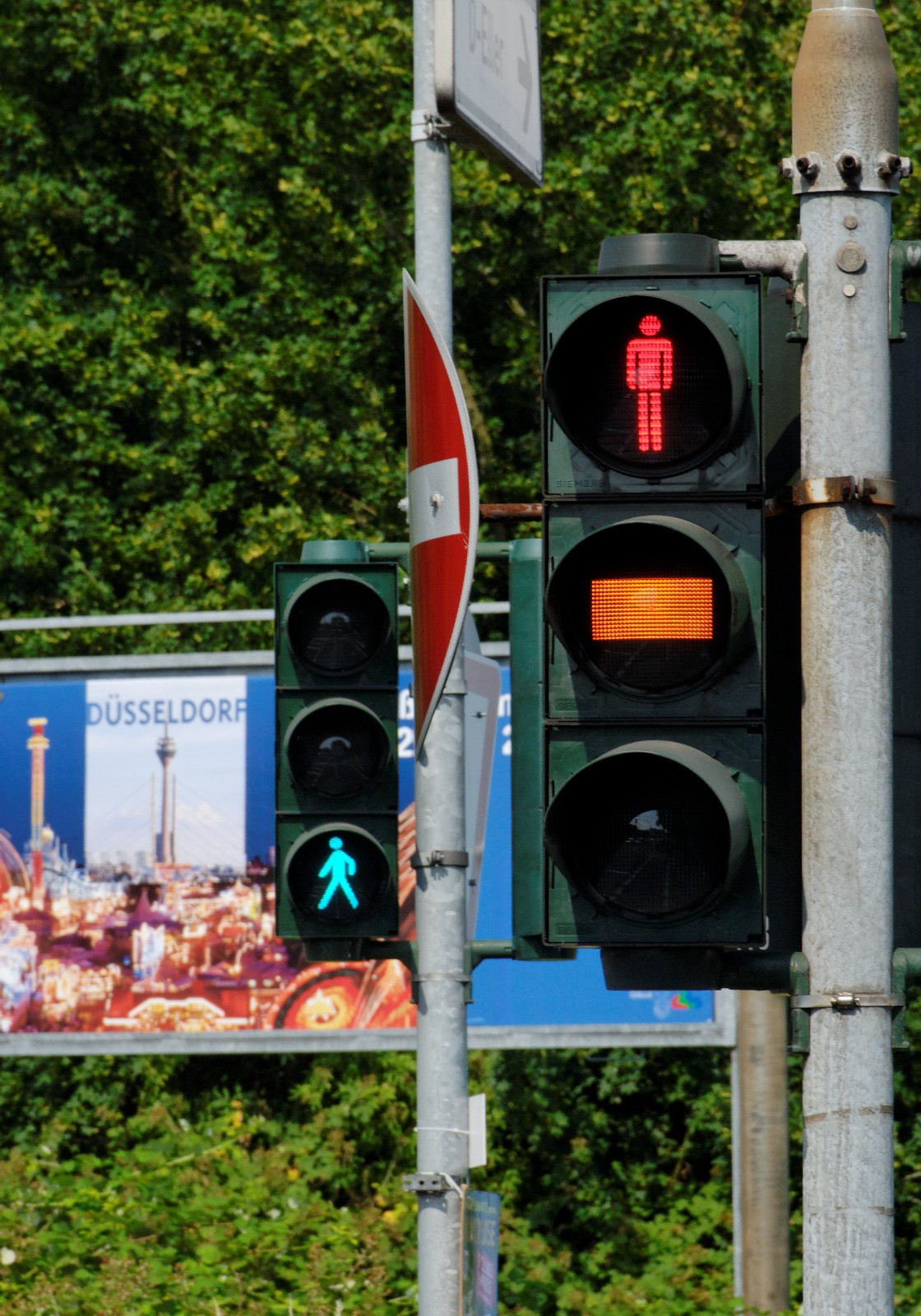
Feu piéton avec la barre jaune (2009).

Par dérogation, Düsseldorf utilise pour les feux de circulation piétons une barre jaune entre le piéton rouge et le piéton vert pour annoncer le passage de l'autorisation de passer à l'interdiction et réciproquement. Düsseldorf est la seule ville allemande qui utilisent des feux piétons avec une phase jaune.

## Population
| Pays de naissance | Population |
| ----------------- | ---------- |
| Turquie           | 12 707     |
| Grèce             | 10 388     |
| Pologne           | 9 316      |
| Italie            | 7 799      |
| Japon             | 5 829      |
| Syrie             | 5 820      |
| Roumanie          | 4 856      |
| Maroc             | 4 541      |
| Espagne           | 4 477      |
| Russie            | 4 430      |
| Chine             | 4 251      |
| Macédoine du Nord | 3 842      |
| Croatie           | 3 720      |
| France            | 3 328      |
| Ukraine           | 3 266      |
| Irak              | 3 079      |
| Iran              | 2 963      |
| Algérie           | 2 271      |

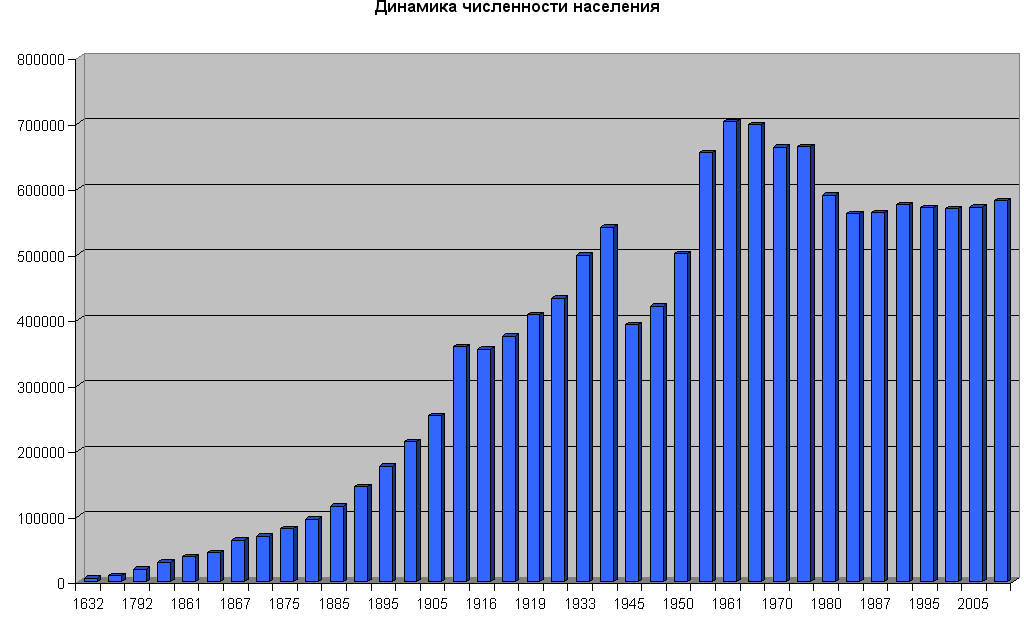
Démographie : la population tend à se stabiliser.

Avec une population de 601 074 habitants (30 juin 2014), c'est la septième ville du pays.
La ville compte 7 000 habitants d'origine japonaise, ce qui en fait la ville la plus nippone d'Europe. Il existe également une grande communauté marocaine à Düsseldorf.
Düsseldorf a une grande université : l'université Heinrich Heine de Düsseldorf, son campus accueille près de 25 000 étudiants. C'est aussi une ville très multi-culturelle.

## Sciences et Arts
Düsseldorf accueille depuis 1970, le siège central de l'Académie des sciences et des arts de Rhénanie-du-Nord-Westphalie, société savante regroupant l'Académie des sciences et l'Académie des beaux-arts.

## Culture

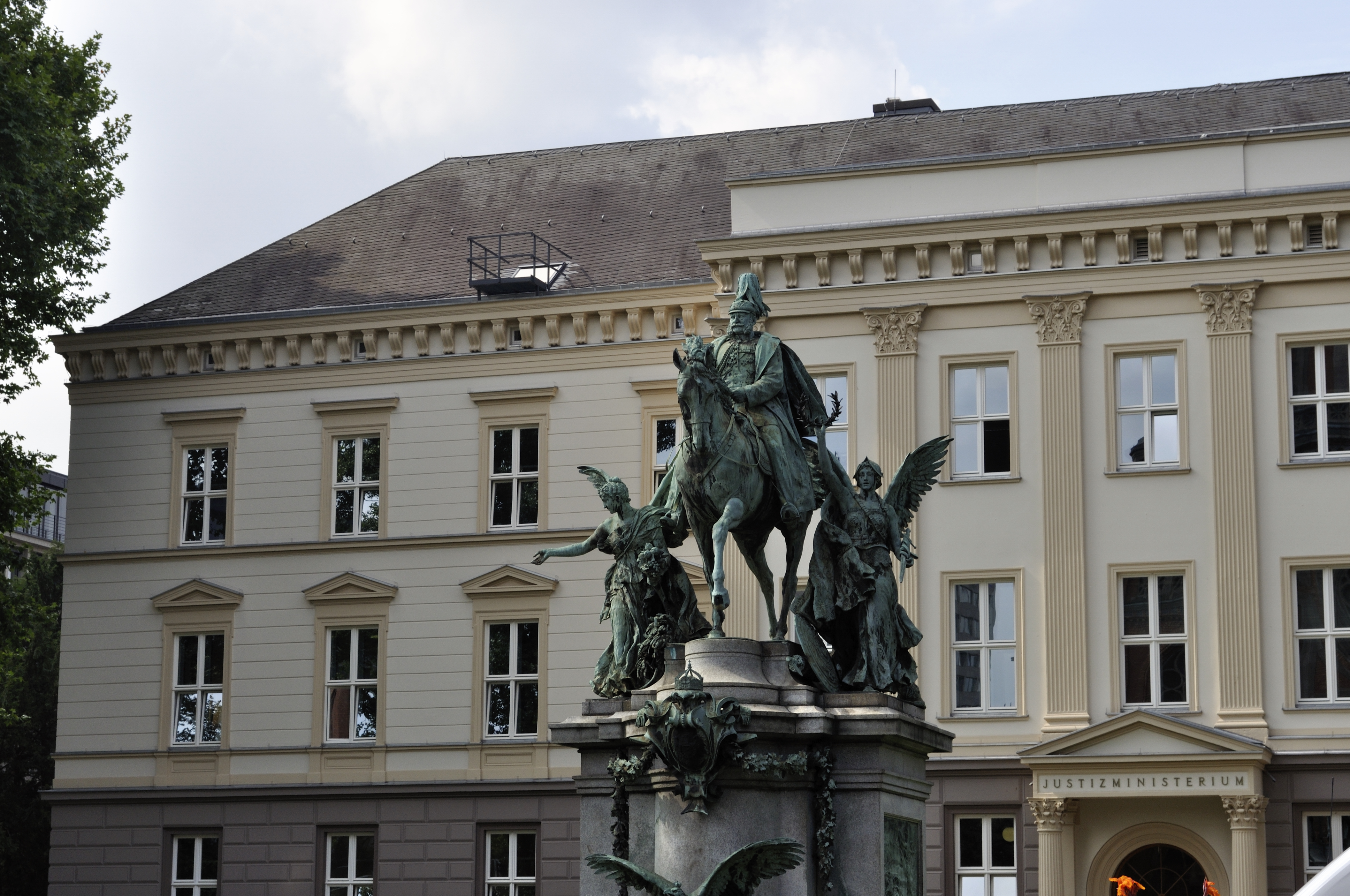
Statue équestre de Guillaume Ier, fondateur de l'unité allemande.

- Statue de Bismarck sur la Martin-Luther-Platz
- Monument de Guillaume Ier sur la Martin-Luther-Platz

### Le carnaval
Le carnaval de Düsseldorf est l'un des plus colorés et des plus festifs d'Allemagne mais reste moins important (en nombre de visiteurs) que celui de Cologne. Le temps fort du carnaval est le lundi des roses (Rosenmontag) avec son grand défilé. Les chars de Jacques Tilly, caricaturant au vitriol l’actualité locale et internationale, ont une résonance dans les médias même au-delà des frontières.

### Altbier
Les villes voisines de Cologne et de Düsseldorf sont connues pour leur rivalité profonde. Cette rivalité entre les deux cités rhénanes prend corps dans les domaines économiques ou sportifs. La concurrence de ces deux villes est aussi présente en matière de bière : à Düsseldorf, on boit de la « Altbier » et à Cologne de la « Kölsch ».
Il existe plusieurs grandes brasseries connues de Alt, principalement dans la vieille ville :
- le Füchschen (« petit renard »)[17] ;
- Uerige[18] ;
- le Kürzer, dans la Kürzerstrasse ;
- Zum Schlüssel[19] ;
- Schumacher, dans la Oststrasse.

### Beaux-arts et musique

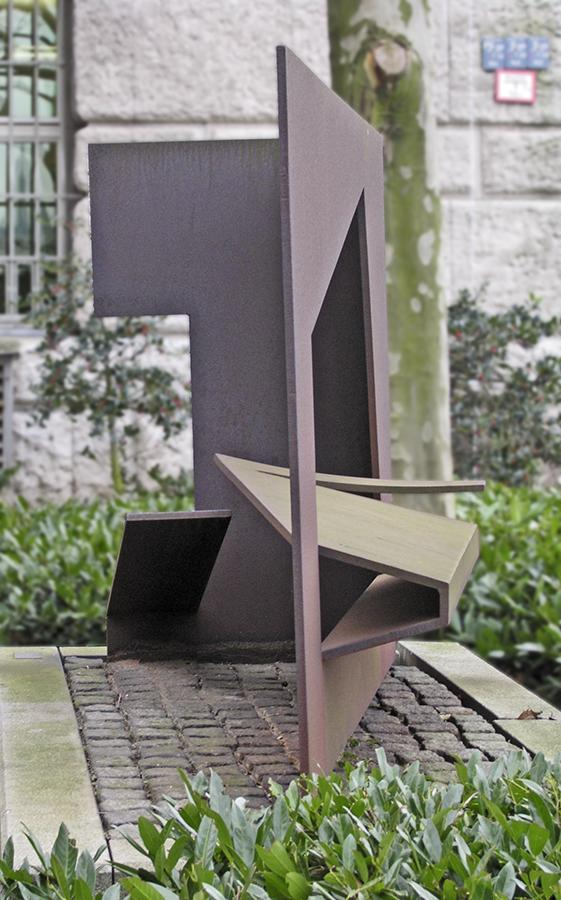
Mannesmann I, par Caspar Henselmann (1982), devant la Mannesmann-Haus.

Au XIXe siècle, l'Académie des beaux-arts, sous l'impulsion de Wilhelm von Schadow fait de Düsseldorf à la fois un des grands centres artistiques de l'Allemagne et un pôle de l'art romantique et réaliste européen. On parle d'une école de Düsseldorf, bien que cette expression ne corresponde pas à un mouvement ou à un courant artistique unifié : si von Schadow promet des sujets historiques et religieux et une esthétique idéaliste inspirée de l'étude des maîtres de la Renaissance, d'autres artistes s'inscrivent davantage dans la filiation romantique ou dans le réalisme.
À la même époque, Düsseldorf est aussi associé à un artiste essentiel du romantisme dans un autre domaine, la musique : la ville nomme Robert Schumann Generalmusikdirektor. Il y vit avec son épouse Clara Wieck, elle-même compositrice et pianiste, de 1850 à 1854. C'est à Düsseldorf qu'il crée sa dernière symphonie, la symphonie no 3, dite « Rhénane ».
Célèbre aussi à la télévision, pour la série « Le Clown » (Der Clown), ayant des actions se passant dans Düsseldorf entre 1996 et 2001.
La ville a notamment accueilli le Concours Eurovision de la chanson 2011 les 10, 12 et 14 mai 2011.
C'est à Düsseldorf qu'a été fondé le groupe de musique électronique Kraftwerk et le groupe Deutsch-Amerikanische Freundschaft. Düsseldorf accueillait aussi le studio d'enregistrement du groupe, Kling Klang, au no 16 Mintropstraße, le groupe ayant déménagé récemment.

### Honneurs
Le Förderpreis für Literatur der Landeshauptstadt Düsseldorf est un prix littéraire allemand offert par la ville de Düsseldorf en Rhénanie-du-Nord-Westphalie. Le Prix pour la promotion de la littérature de la ville de Düsseldorf est décerné depuis 1972 par le Conseil de la ville en raison de décisions des tribunaux. Le Förderpreis für Literatur der Landeshauptstadt Düsseldorf est donné une fois par an pour les artistes et les groupes, en particulier pour les domaines de la Poésie, Fiction, Critique littéraire et Traduction.

### Musées et galeries
Düsseldorf est une ville culturellement très dynamique. Elle est riche en musées et galeries. Le museum Kunstpalast, qui a accueilli notamment une exposition très visitée du photographe Andreas Gursky entre l'automne 2012 et février 2013, et la Kunstsammlung Nordrhein-Westfalen, qui regroupe le K20, et le K21 à la Maison des États, comptent parmi les plus connus.
Depuis le début des années 2000, la scène artistique est en plein développement, de très nombreuses galeries d'art et centres artistiques se trouvent dans tous les quartiers de la ville.

### Gastronomie et vie nocturne
Düsseldorf compte de nombreux restaurants et Imbisse (snacks) de toutes sortes. On peut aussi bien manger dans une brasserie des plats typiques allemands et/ou rhénans, que dans un restaurant japonais (pléthore dans le quartier japonais), espagnol ou italien (dans la vieille ville dans « l'allée du tailleur Wibbel » (Schneider-Wibbel-gasse), français (le Lido sur le « port aux médias » - en allemand Medienhafen), grec ou turc.
Chaque année au mois de mai ou de juin se tiennent les journées japonaises de Düsseldorf (en), festival célébrant la culture japonaise au sens large. Elles comprennent notamment un festival de feux d'artifice.

### Influence de la ville sur l'art
Le mangaka Naoki Urasawa dans Monster situe le début de l'histoire à Düsseldorf, où Kenzo Tenma officie comme chirurgien.
Dans X-Men : Le Commencement, Erik Lehnsherr, alias Magnéto déclare que ses parents vivaient à Düsseldorf.

## Sport
Le club de football de la ville, le Fortuna Düsseldorf, a évolué durant l'année 2019-2020 en 1. Bundesliga. Il a décroché le titre de champion d'Allemagne une seule fois en 1933 et remporté deux coupes d'Allemagne. Il joue ses matches dans l'ultramoderne ESPRIT arena.
La ville compte d'autres clubs de football amateurs comme le TuRU 1880 Düsseldorf.
L'équipe de hockey sur glace de Düsseldorf, le Düsseldorfer EG, est l'une des équipes les plus titrées et les plus populaires du pays.
Le club de tennis de table local, le Borussia Düsseldorf, a remporté sept fois la Ligue des champions de l'ETTU.
La ville a accueilli le Grand Départ du Tour de France le 1er juillet 2017, avec une épreuve de contre-la-montre individuel. La deuxième étape du 2 juillet 2017 est, elle aussi, partie de Düsseldorf vers Liège.

## Jumelages
- Reading (Berkshire) (Angleterre) depuis 1988
- Chemnitz (Allemagne) depuis 1988
- Haïfa (Israël) depuis 1988
- Varsovie (Pologne) depuis 1989
- Moscou (Russie) depuis 1992
- Chongqing (Chine) depuis 2004
- Séville (Espagne) depuis 2005
- Chiba, Japon (accords de coopération)

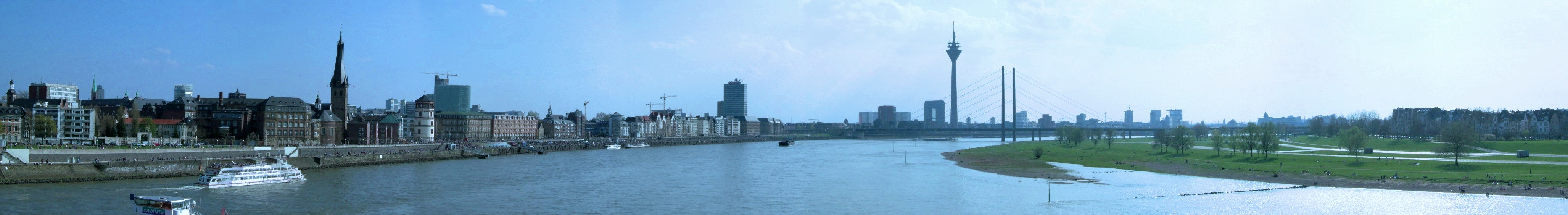
Panorama de la ville.

- Toulouse (France) depuis 2003 (accords de coopération)
- Châtellerault (France) depuis 2003 (accords de coopération)
- Belgrade (Serbie) depuis 2004 (accords de coopération)

## Personnalités liées à la municipalité

### Naissance à Düsseldorf
- Anne de Clèves (1515-1557), 4e femme d'Henri VIII d'Angleterre
- Jean-Guillaume de Neubourg-Wittelsbach (1658-1716), prince-électeur du Palatinat
- Eléonore de Neubourg (1655-1720) sœur du précédent, épouse de l'empereur Léopold Ier
- Johann Georg Jacobi (1740-1814), poète
- Friedrich Heinrich Jacobi (1743-1819), philosophe
- Heinrich Heine (1797-1856), écrivain
- Johann Baptist Sonderland (1805-1878), peintre
- Norbert Burgmüller (1810-1836), compositeur
- Wilhelm Camphausen (1818-1885), peintre
- Oswald Achenbach (1827-1905), peintre
- Felix Klein (1849-1925), mathématicien
- Gustaf Gründgens (1899-1963), acteur
- Änne Saefkow (1902-1962), résistante anti nazie et femme politique communiste
- Mopsa Sternheim (1905-1954), décoratrice de théâtre, costumière et résistante
- Helmut Käutner (1908-1980), réalisateur
- Johanna Weber (1910-2014), mathématicienne et aérodynamicienne
- Luise Rainer (1910-2014), actrice
- Marie-Louise Fischer (1922-2005), écrivaine
- Georges Poisson, (1924-2022), conservateur de musée, écrivain, historien, historien d'art français
- Jürgen Habermas (1929-), philosophe
- Konrad Klapheck (1935-2023), peintre
- Klaus Held (1936-2023), philosophe
- Wim Wenders (1945-), réalisateur
- Florian Schneider (1947-2020), cofondateur de Kraftwerk
- Ulrich Roth (1954-), guitariste
- Klaus Allofs (1956-), footballeur
- Marie-Agnes Strack-Zimmermann (1958-), femme politique et députée au Bundestag
- Thomas Allofs (1959-), footballeur
- Campino (1962-), chanteur du groupe Die Toten Hosen
- Doro Pesch (1964-), chanteuse
- Klaus Gesing (1968-), clarinettiste
- Heike Makatsch (1971-), actrice
- Tanja Szewczenko (1977-), patineuse et actrice
- Jan Bonny (de) (1979-), réalisateur
- Martin Kaymer (1984-), golfeur
- Adil Chihi (1988-), footballeur
- Mohamed Amsif (1989-), footballeur
- Christopher Rühr (1993-), hockeyeur sur gazon

### Décès à Düsseldorf
- Franz Stupp (1862-1933), homme politique
- Carel Godin de Beaufort (1934-1964), pilote automobile
- Joseph Beuys (1921-1986), plasticien
- Jörg Immendorff (1945-2007), peintre et sculpteur

### Autres
- Peter Kürten (1883-1931), tueur en série, surnommé le « Vampire de Düsseldorf ».
- Farid Bang (1986-), rappeur allemand d'origine marocaine, né à Mellila en Espagne, s'est installé à Düsseldorf durant sa jeunesse.

## Galerie

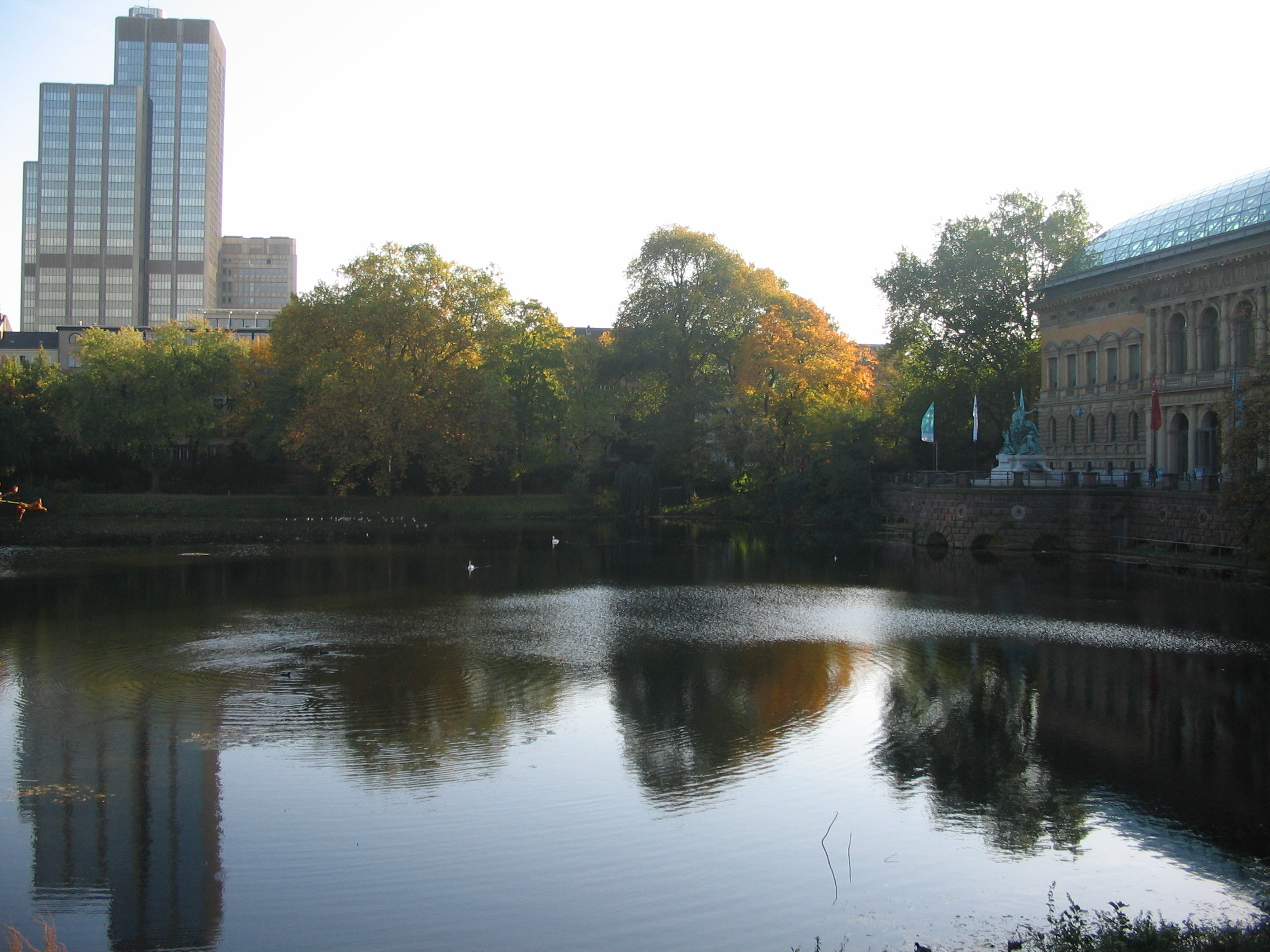
Nördliche Düssel, Kaiserteich.
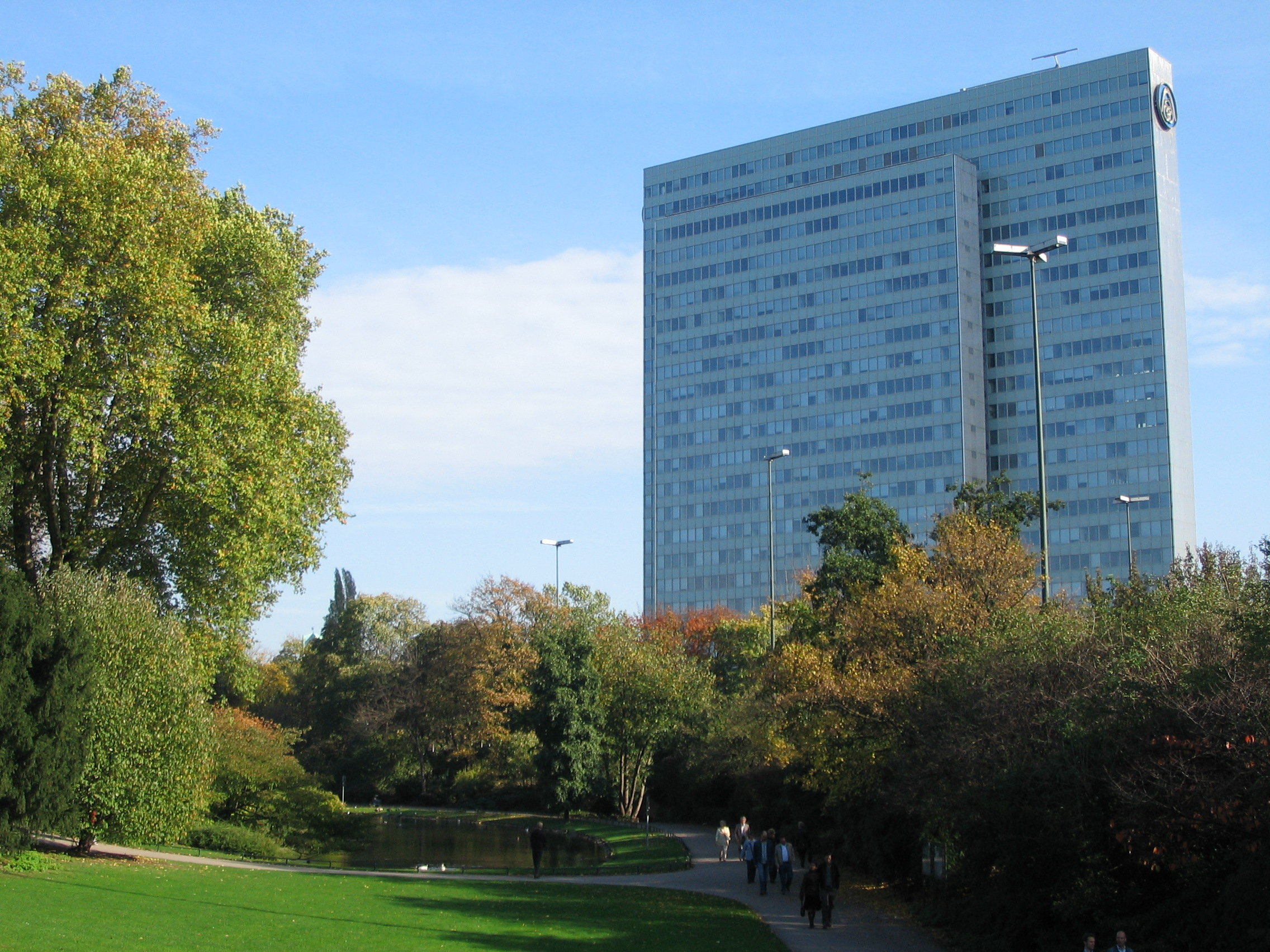
Drei-Scheiben-Haus (anc. Thyssen-Haus), en bordure du Hofgarten.
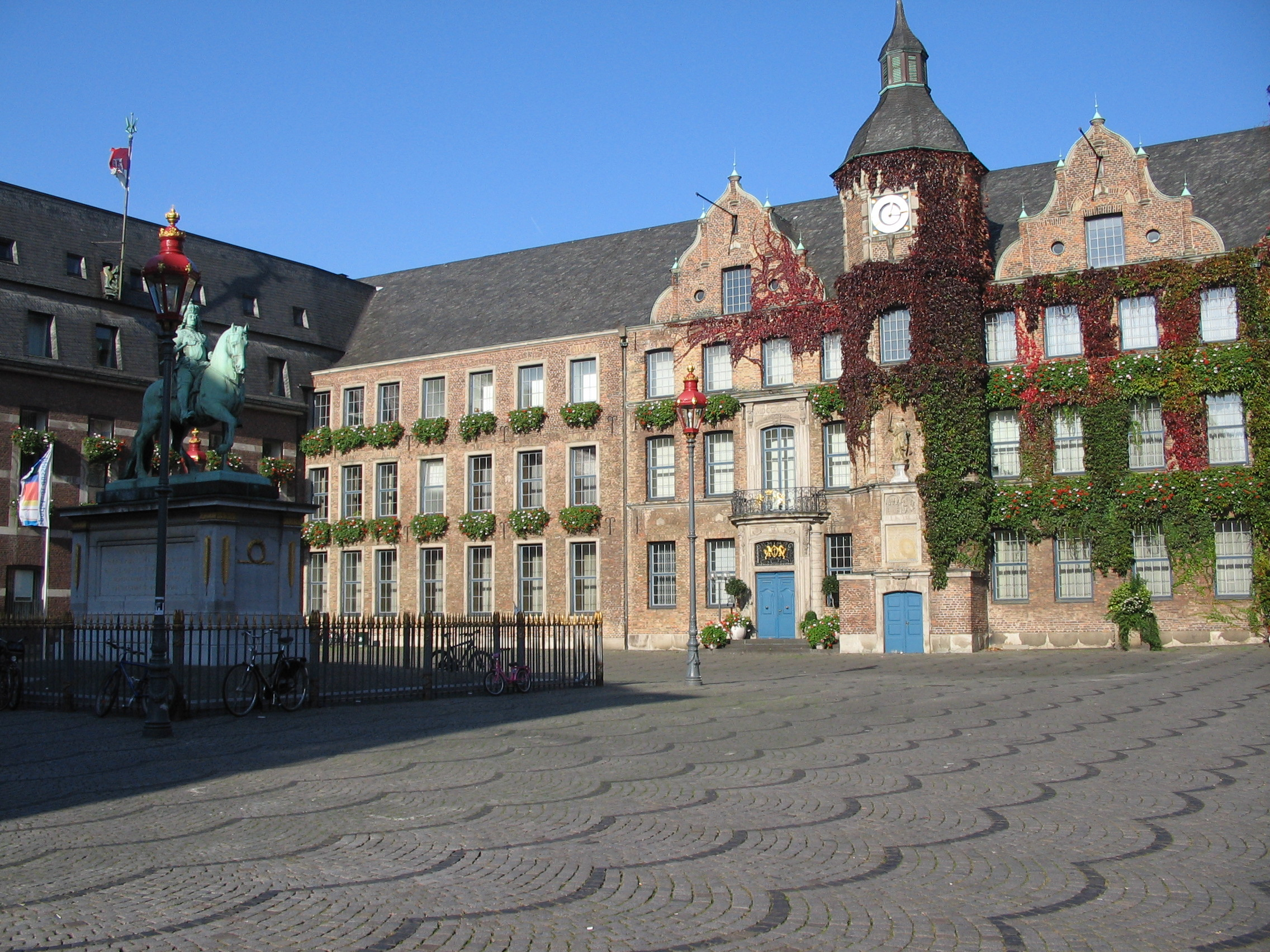
Bâtiment officiel. Hôtel de ville.
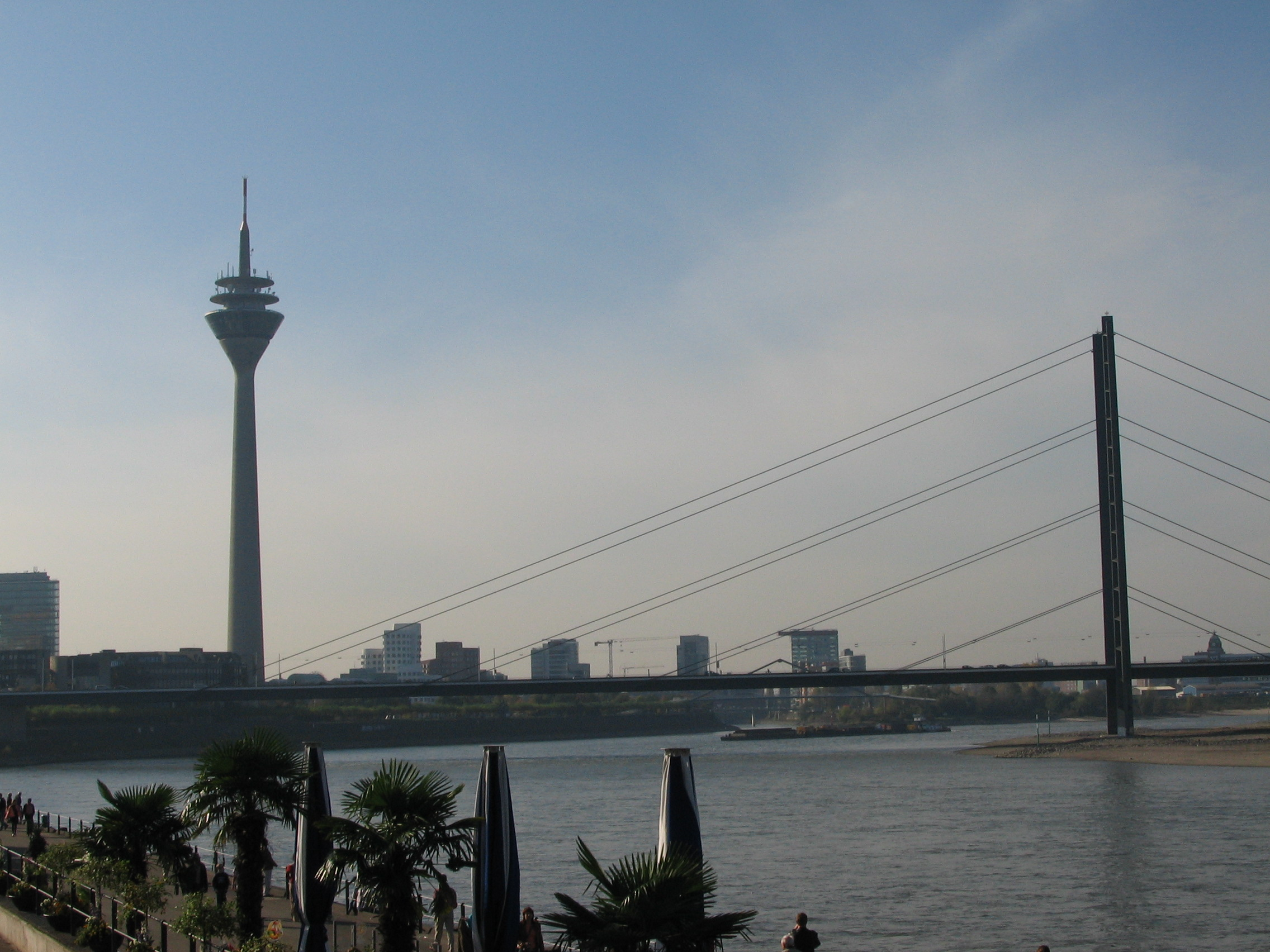
Promenade au bord du fleuve : Rheinkniebrücke & Rheinturm.
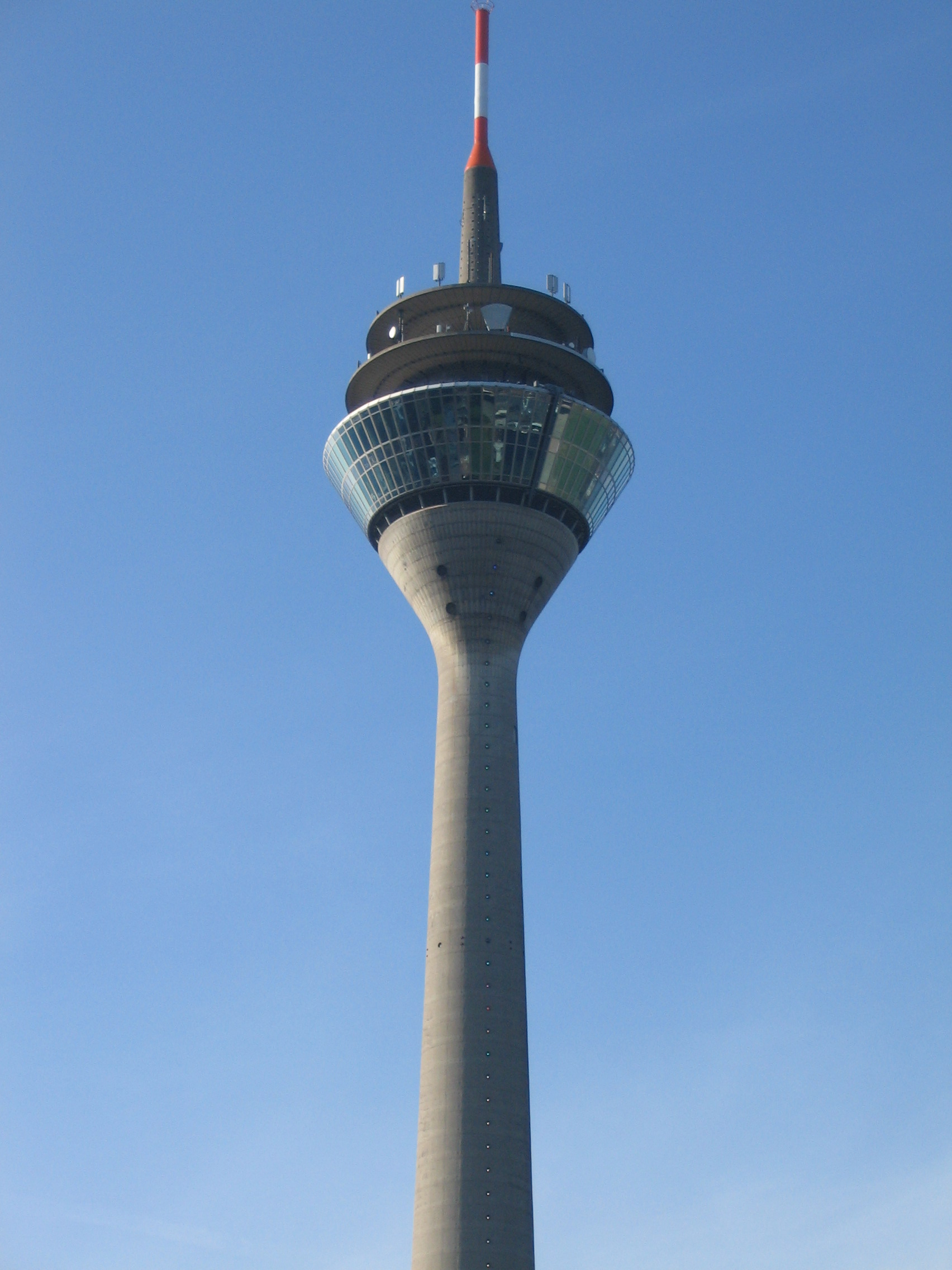
Gros plan Rheinturm.
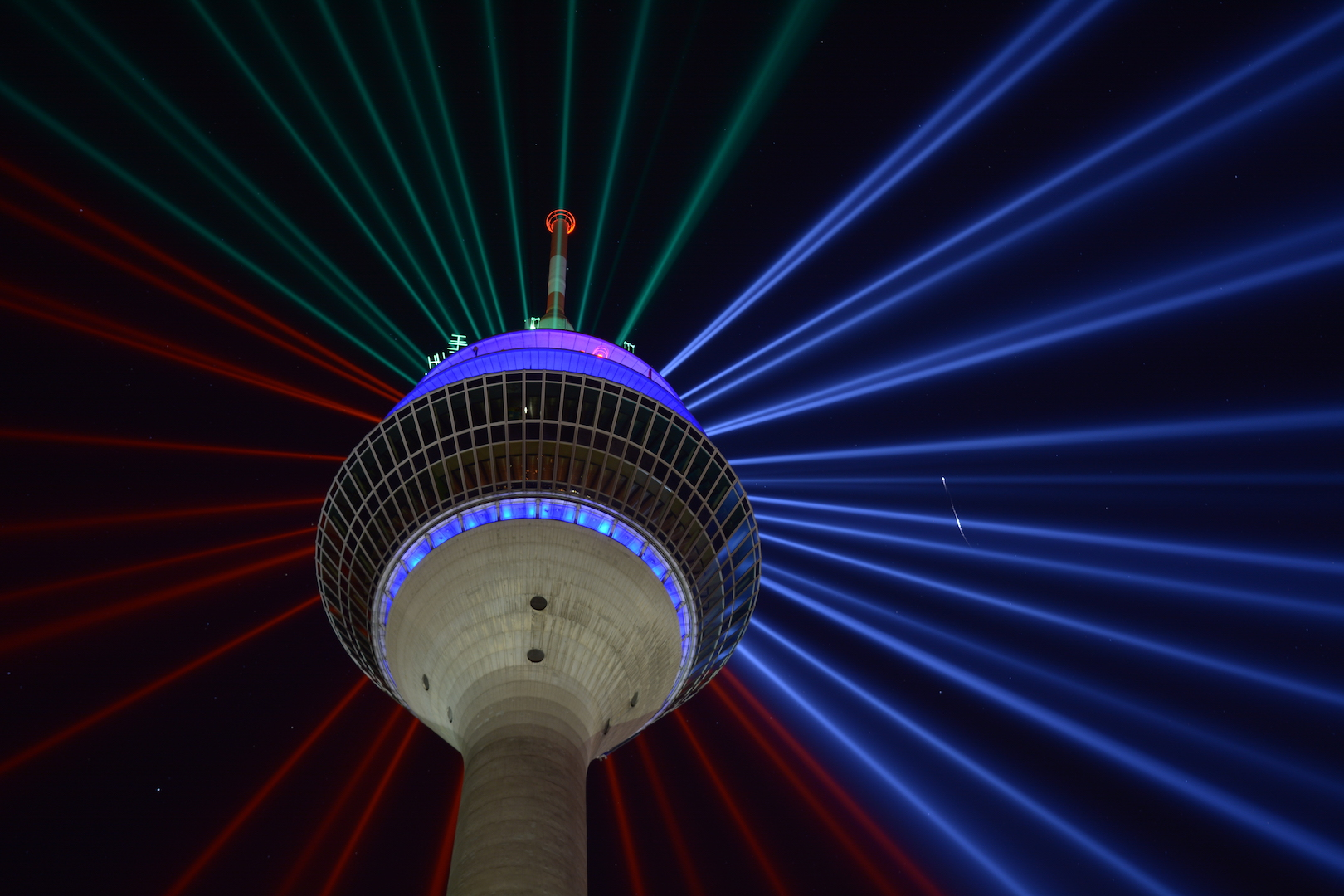
Le Rheinturm illuminé à l'occasion du 70e anniversaire de la Rhénanie-Westphalie.
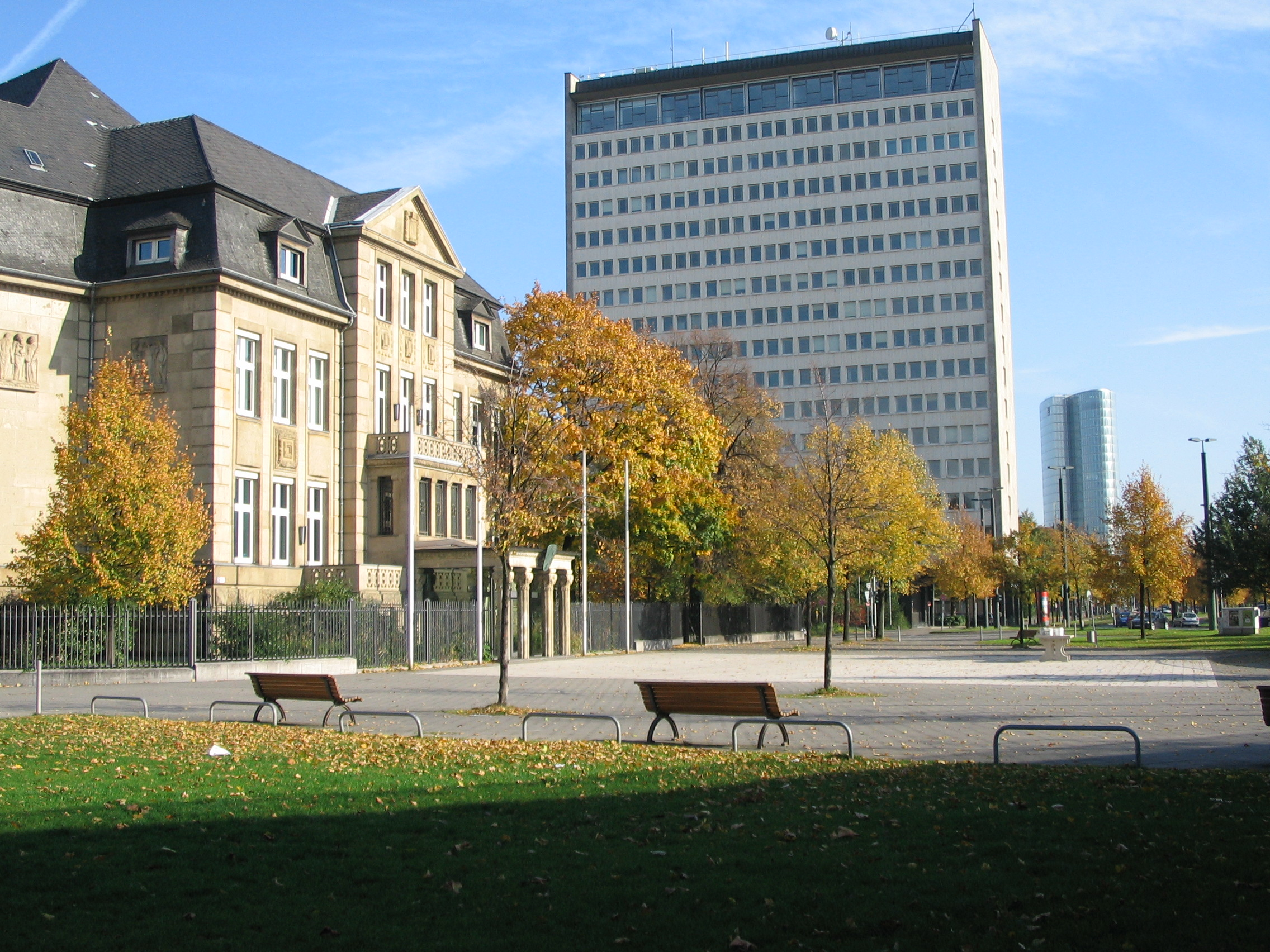
L'automne s'installe en ville...
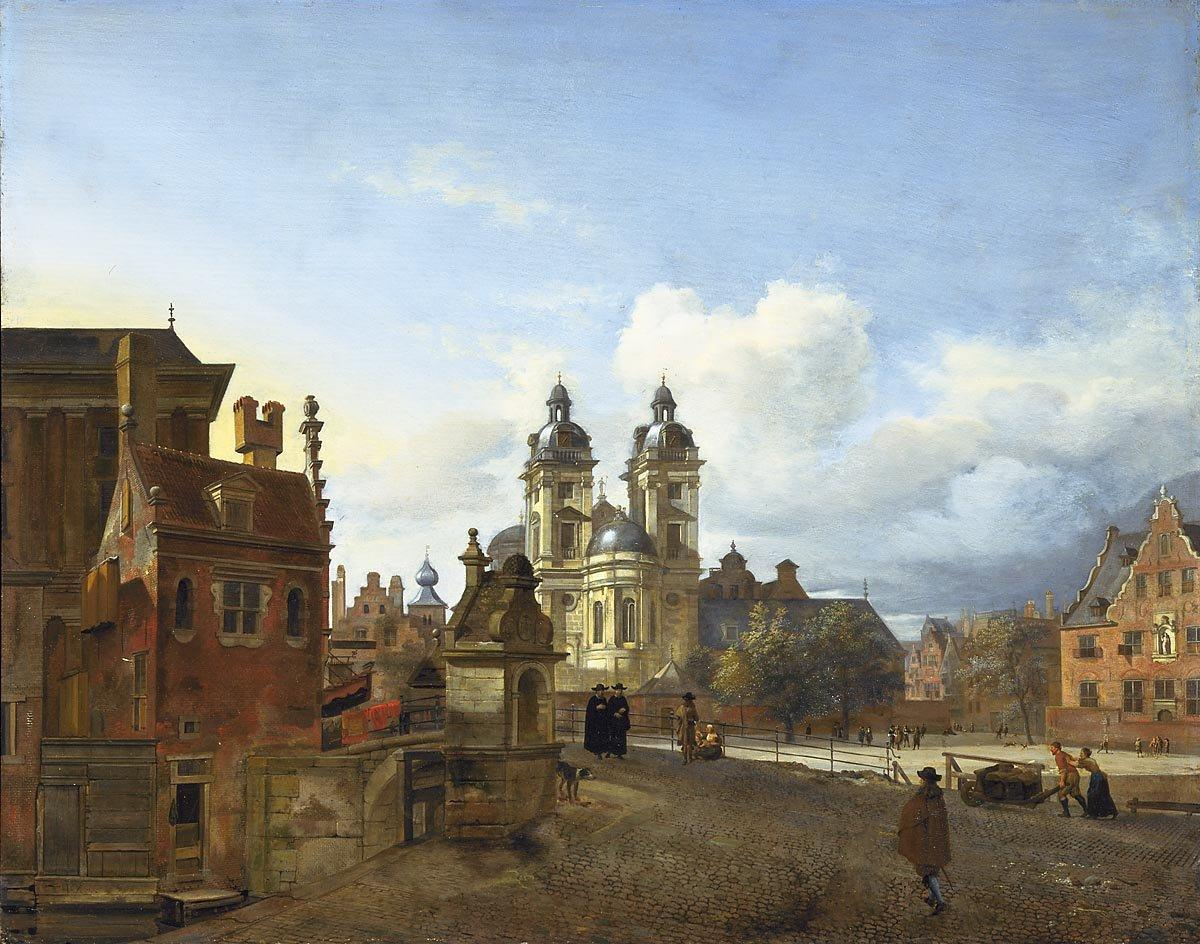
Centre ville, avec l'église Saint André, en 1667.
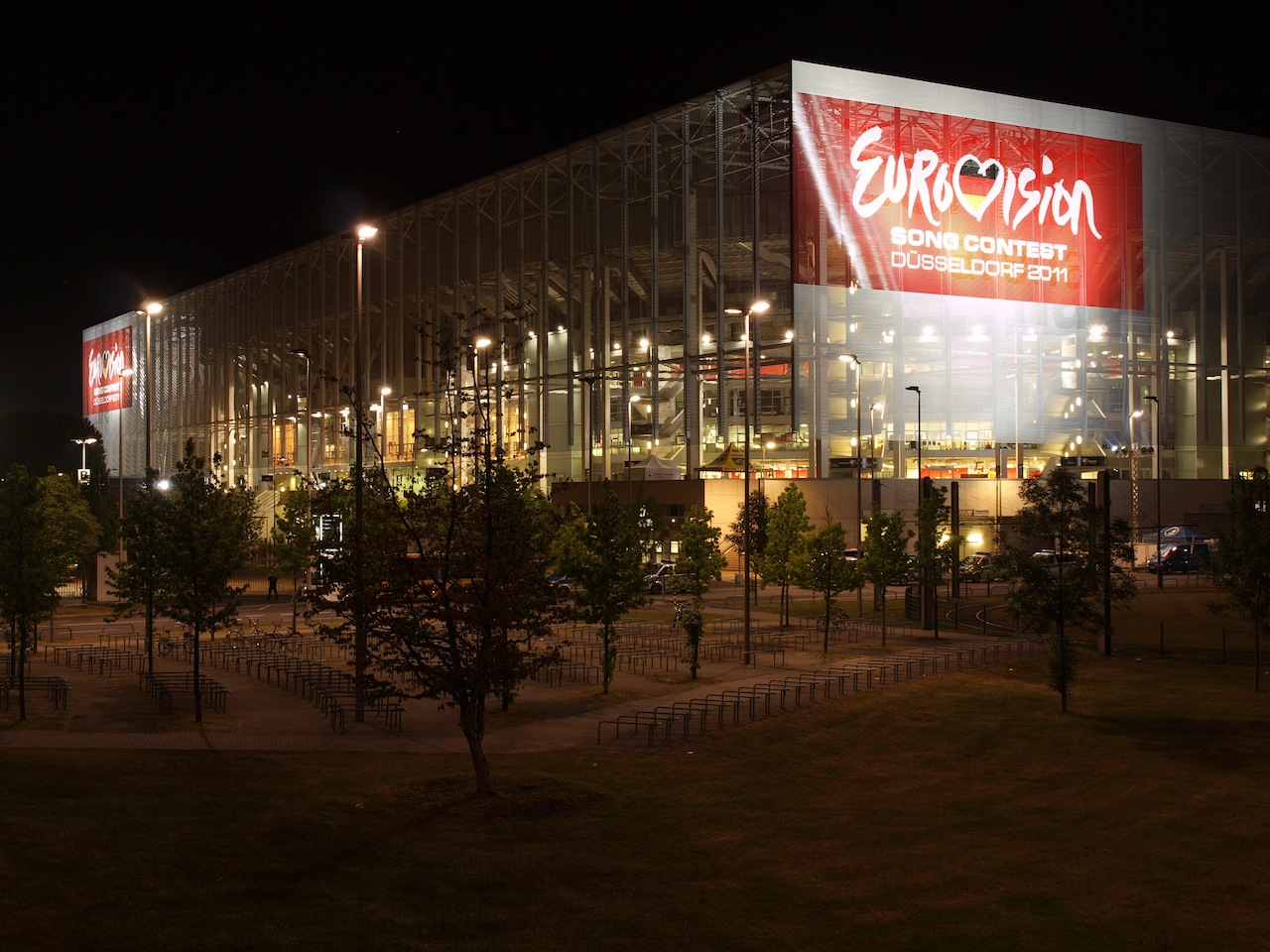
Arena avec Logo ESC Eurovision Song Contest 2011 de nuit.
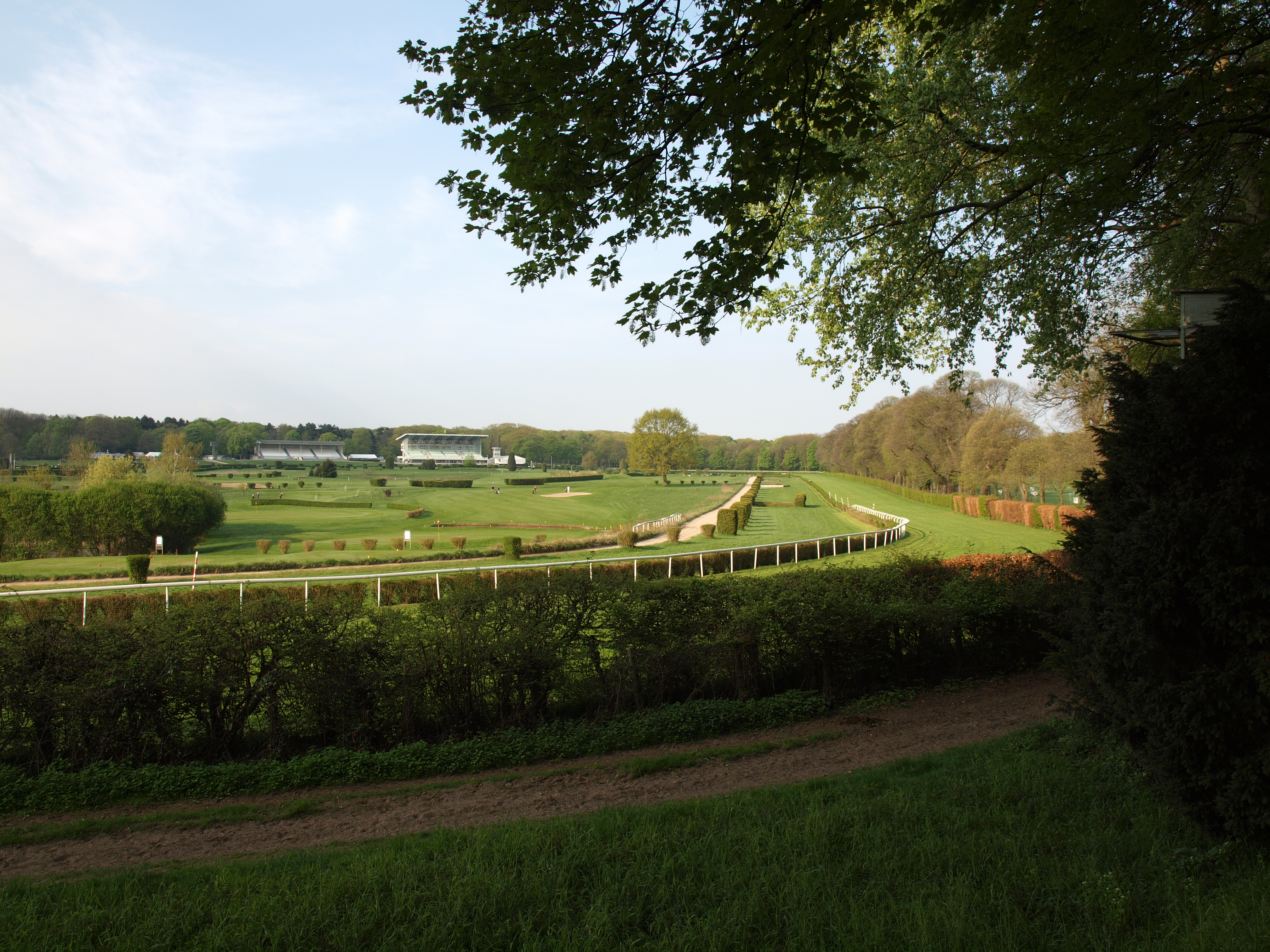
L'hippodrome de Düsseldorf - vue générale de l'est.
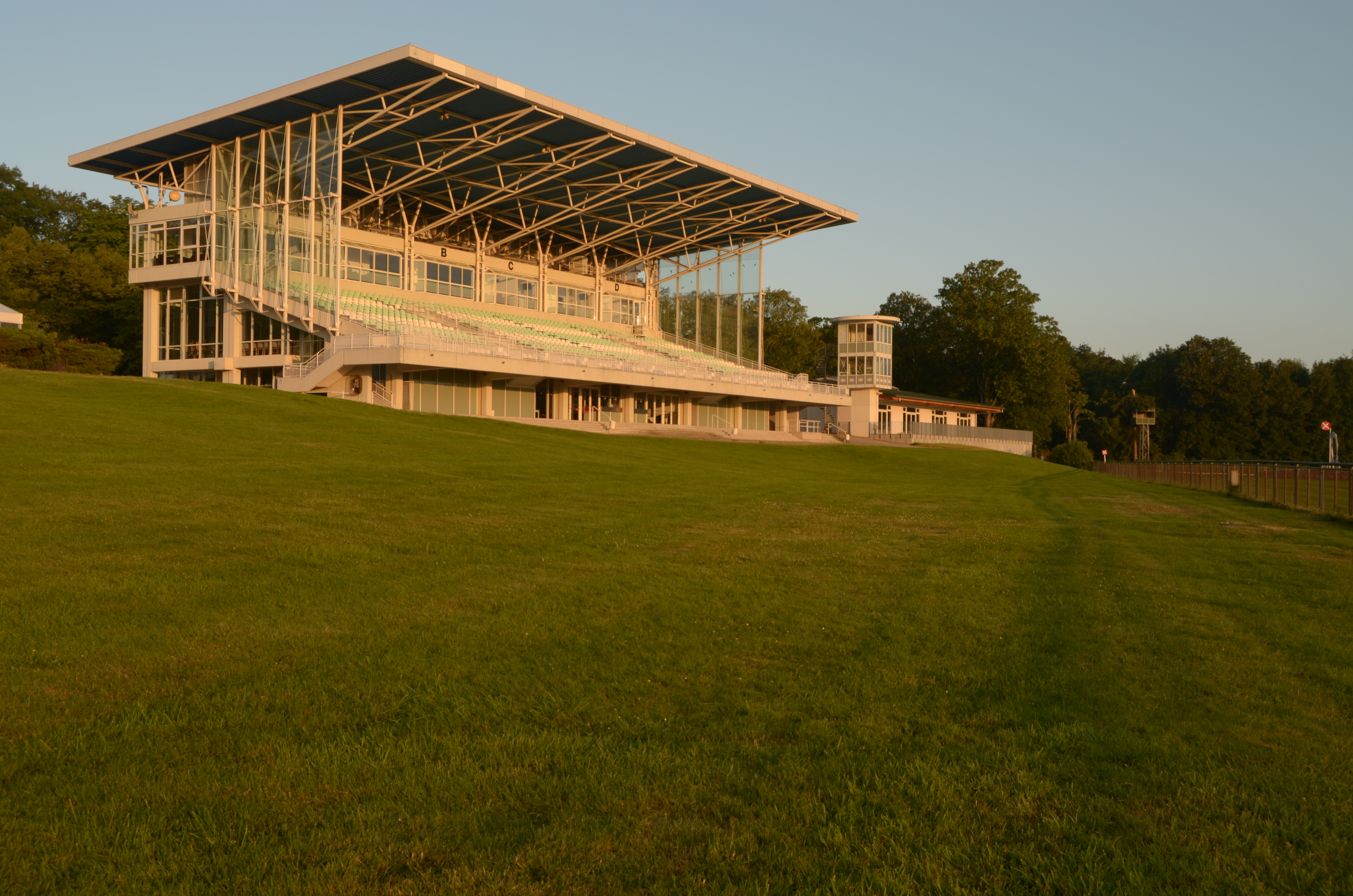
Tribune de l'hippodrome.
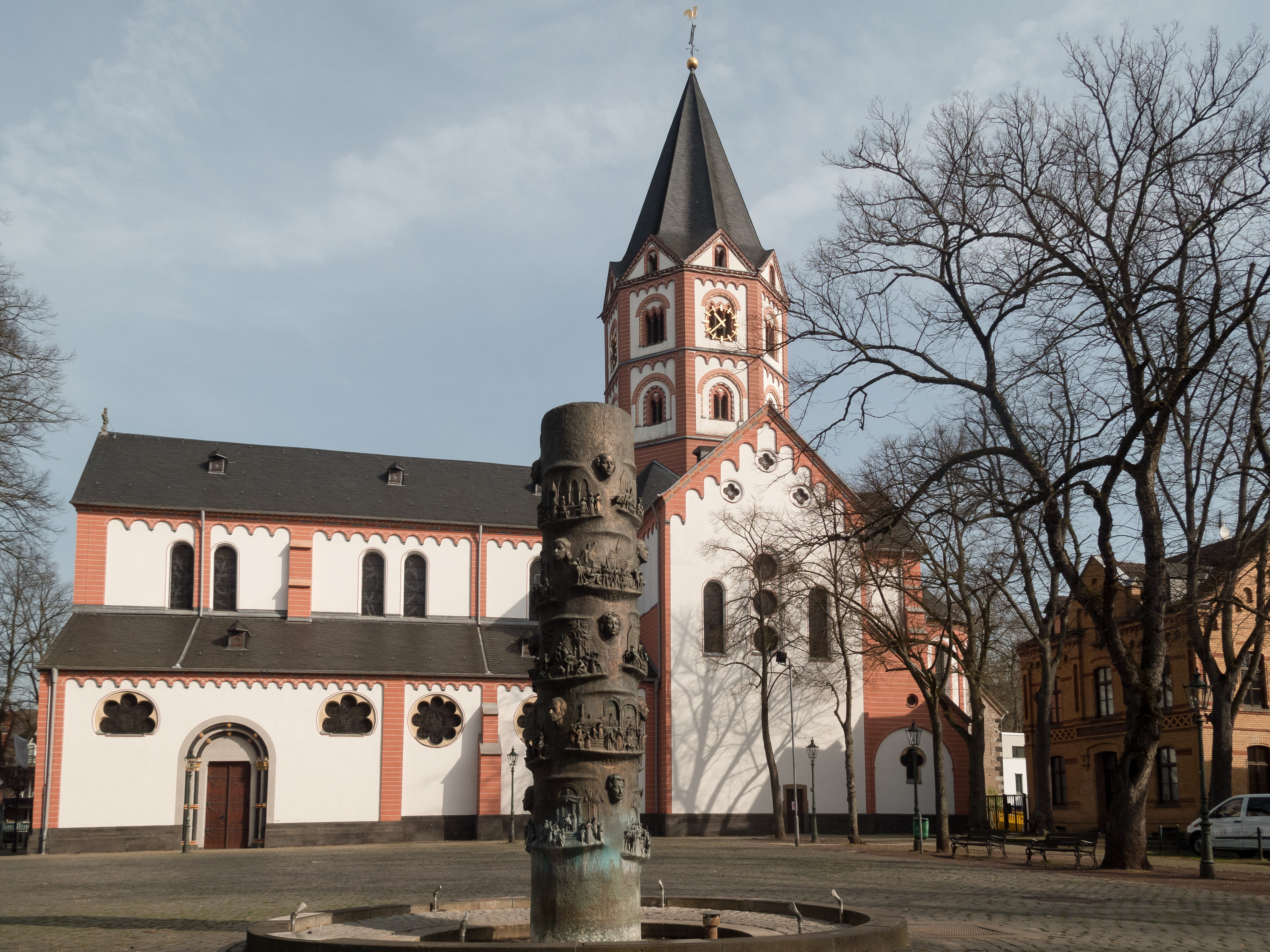
Gerresheim, la basilique catholique Sainte Marguerite.
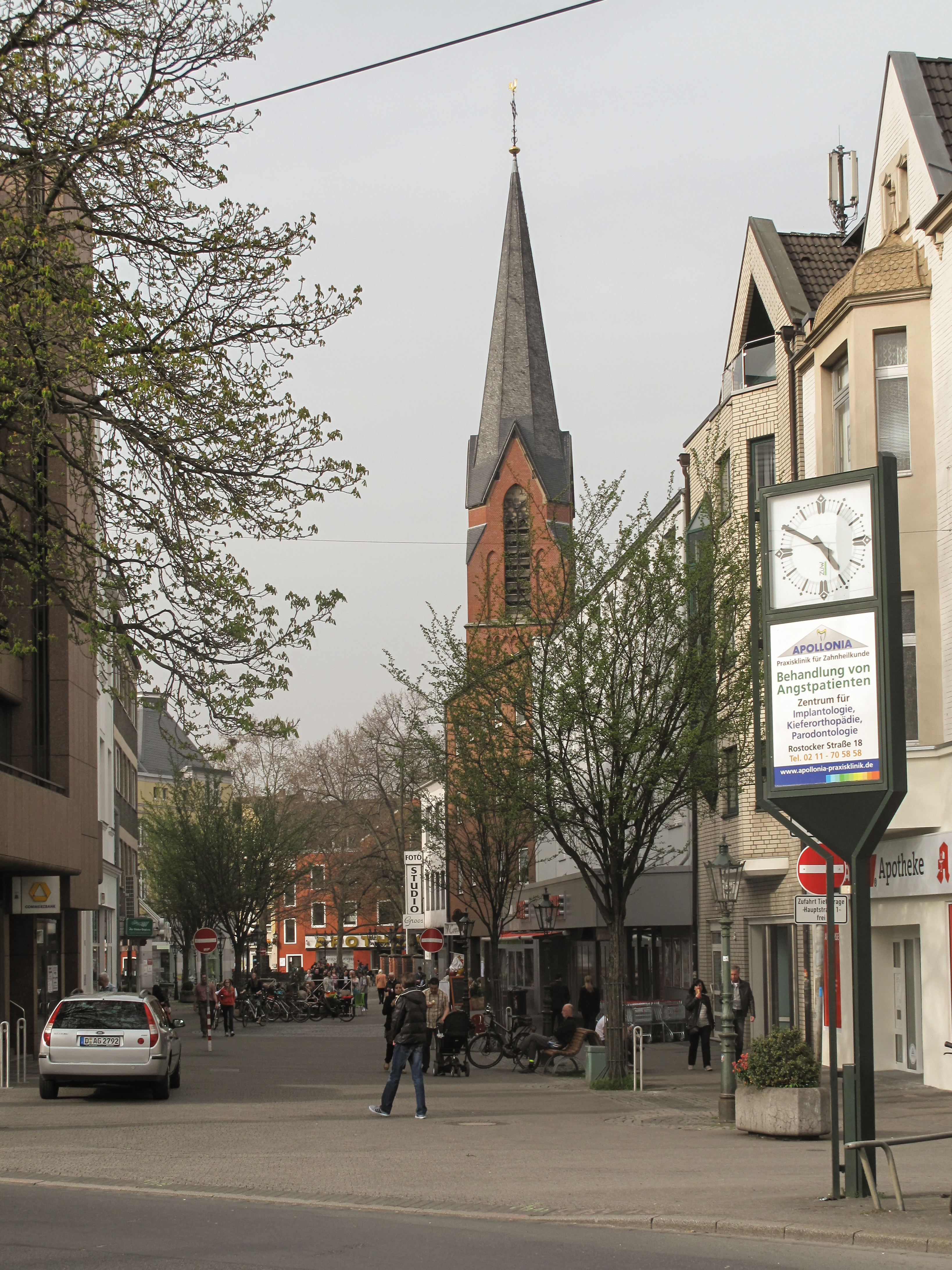
Benrath, l'église Sainte Cécile.
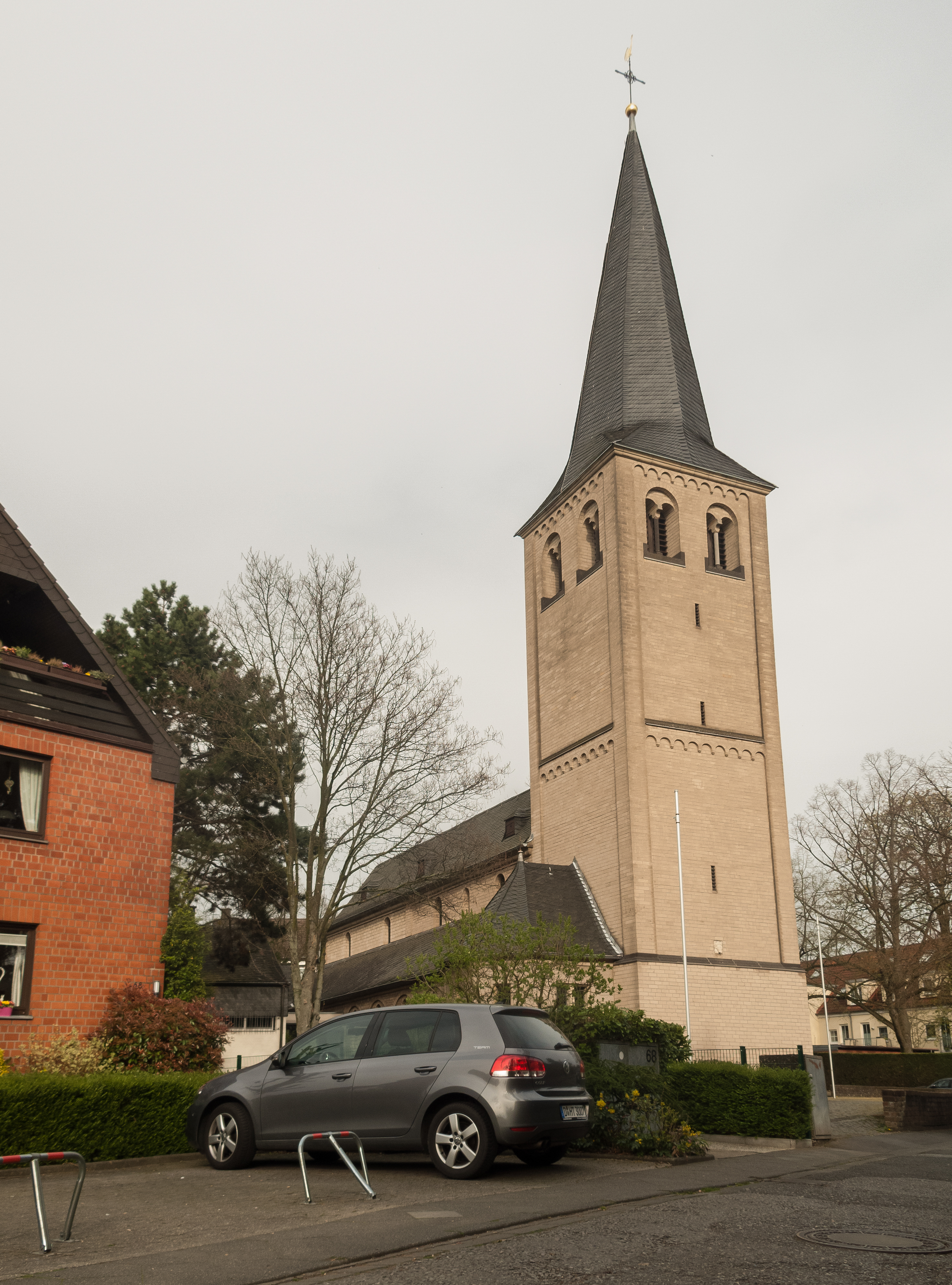
Itter, l'église Saint Hubert.
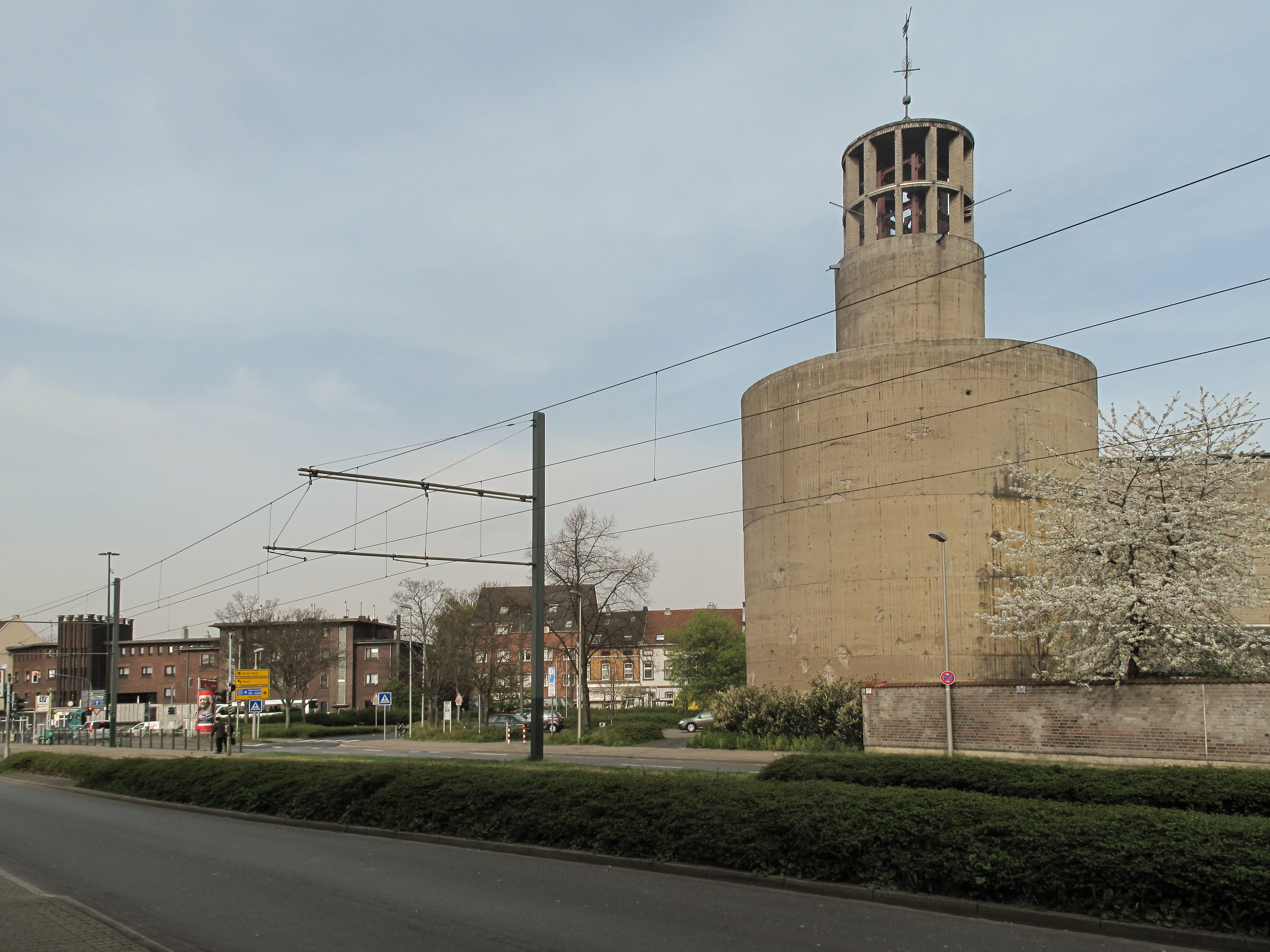
Heerdt, l'église-bunker.